# Lijst van rijksmonumenten in Gouda
De stad en gemeente Gouda telt 355 inschrijvingen in het rijksmonumentenregister. Hieronder een compleet overzicht.
| Object | Oorspronkelijke functie?  | Bouwjaar                                                             | Architect                    | Locatie                                                            | Coördinaten?                  | Nr.?   | Afbeelding |
| --- | ------------------------- | -------------------------------------------------------------------- | ---------------------------- | ------------------------------------------------------------------ | ----------------------------- | ------ | --- |
| Hoekpand Gouwe met lijstgevel van vier vensterassen onder rijk gesneden lijst (Lod.XIV) met consoles | Woonhuis                  | ca. 1800                                                             |                              | Aaltje Bakstraat 1, Hoge Gouwe 79                                  | 52° 0' 35" NB, 4° 42' 26" OL  | 16719  | Meer afbeeldingen |
| Lazaruspoortje | Sociale zorg, liefdadigh. | 1609                                                                 |                              | Achter de Kerk bij 14                                              | 52° 0' 37" NB, 4° 42' 43" OL  | 16720  | Meer afbeeldingen |
| Zakkendragershuisje | Kerkelijke dienstwoning   | 1622 (cartouche)                                                     |                              | Achter de Kerk 2                                                   | 52° 0' 39" NB, 4° 42' 42" OL  | 16721  | Meer afbeeldingen |
| Grote of Sint-Janskerk | Kerk en kerkonderdeel     | 1622                                                                 |                              | Achter de Kerk 1                                                   | 52° 0' 39" NB, 4° 42' 42" OL  | 16722  | Meer afbeeldingen |
| Pand met puntgeveltje van IJsselsteen | Nijverheid                | 18e eeuw                                                             |                              | Achter de Kerk 12                                                  | 52° 0' 38" NB, 4° 42' 41" OL  | 16723  | Pand met puntgeveltje van IJsselsteen |
| Steenhouwershuis | Industrie                 | mogelijk ca. 1800                                                    |                              | Achter de Kerk 13                                                  | 52° 0' 38" NB, 4° 42' 41" OL  | 16724  | Meer afbeeldingen |
| Kosterhuis | Kerkelijke dienstwoning   | eerste helft 19e eeuw                                                |                              | Achter de Kerk 15                                                  | 52° 0' 38" NB, 4° 42' 44" OL  | 16725  | Meer afbeeldingen |
| Pand met gepleisterde puntgevel met oorspronkelijke pui | Woonhuis                  | 18e eeuw                                                             |                              | Achter de Vismarkt 22                                              | 52° 0' 39" NB, 4° 42' 32" OL  | 16726  | Meer afbeeldingen |
| Pand met tot puntgevel gewijzigde trapgevel met waterlijsten en geblokte ontlastingsbogen. Onderste dekplaten van de trappen bewaard | Woonhuis                  | 1663 (gevelsteen)                                                    |                              | Achter de Vismarkt 24                                              | 52° 0' 39" NB, 4° 42' 32" OL  | 16727  | Meer afbeeldingen |
| Gerend pand van parterre en verdieping met hoog zadeldak tussen puntgevels | Werk-woonhuis             | mogelijk 17e eeuw                                                    |                              | Blauwstraat 16, 17                                                 | 52° 0' 44" NB, 4° 42' 33" OL  | 16728  | Meer afbeeldingen |
| Gerend pand van parterre en verdieping met hoog zadeldak tussen puntgevels | Woonhuis                  | mogelijk 17e eeuw                                                    |                              | Blauwstraat 19                                                     | 52° 0' 44" NB, 4° 42' 33" OL  | 16729  | Meer afbeeldingen |
| Boerderij met puntgevel, voorzien van vlechtingen en in de top een venster met half kruiskozijn. Rechts onderkelderd, met tweelichtskeldervenster, waarvoor luikje met oude gehengen. Rieten wolfdak. Aan de achterzijde haaks uitgebouwd stenen schuur met houten galerij, puntgevel en pannen zadeldak | Boerderij                 | 17e of 18e eeuw (boerderij) derde kwart 19e eeuw (schuur)            |                              | Bloemendaalseweg 39                                                | 52° 1' 54" NB, 4° 41' 45" OL  | 16730  | Meer afbeeldingen |
| Boerderij met rieten wolfdak en voorgevel met vlechtingen en vensters met zesruitsschuiframen. Rechts opkamer met vierruitsschuifraam. Kelderluiken met oude gehengen | Boerderij                 | 18e of begin 19e eeuw                                                |                              | Bloemendaalseweg 43                                                | 52° 1' 50" NB, 4° 41' 51" OL  | 16731  | Meer afbeeldingen |
| Boerderij met pannen wolfdak en voorgevel met houten kroonlijst en ingezwenkte zijkanten. Vensters met zesruitsschuiframen | Boerderij                 | 1859                                                                 |                              | Bloemendaalseweg 75                                                | 52° 1' 28" NB, 4° 42' 21" OL  | 16732  | Boerderij met pannen wolfdak en voorgevel met houten kroonlijst en ingezwenkte zijkanten. Vensters met zesruitsschuiframen                                             |
| Boerderij, in de 19e of 20e eeuw gewijzigd. Rieten wolfdak, gepleisterde voorgevel. Naast de boerderij een uit steen en hout opgetrokken zomerhuis met pannen zadeldak en zesruitsschuiframen. In de puntgevel een half-cirkelvormig topvenster. Achter de stal een stenen schuur onder pannen zadeldak | Boerderij                 | 18e eeuw (boerderij) midden 19e eeuw (zomerhuis) 19e eeuw (stal)     |                              | Bloemendaalseweg 32                                                | 52° 1' 58" NB, 4° 41' 43" OL  | 16733  | Meer afbeeldingen |
| Boerderij onder met riet gedekt wolfdak. Voorgevel met vlechtingen en tweelichtskozijn in de top. Rechts opkamer. Zomerhuis met puntgevel en pannen zadeldak naast de boerderij. Zijvleugel stal onder rieten wolfdak achter het zomerhuis | Boerderij                 | 17e of 18e eeuw (boerderij) eerste helft 19e eeuw (zomerhuis)        |                              | Bloemendaalseweg 56, 58                                            | 52° 1' 42" NB, 4° 42' 5" OL   | 16734  | Meer afbeeldingen |
| Gepleisterde landarbeiderswoning onder pannen zadeldak, met afhang aan de achterzijde. Puntgevels aan de smalle zijkanten | Bedrijfs-, fabriekswoning | 18e of eerste helft 19e eeuw                                         |                              | Bloemendaalseweg 62                                                | 52° 1' 40" NB, 4° 42' 7" OL   | 16735  | Meer afbeeldingen |
| Boerderij, met riet gedekt zadeldak, aan de voorzijde een puntgevel met bewerkte daklijst. Vensters met zesruitsschuiframen | Boerderij                 | 1876                                                                 |                              | Bloemendaalseweg 68                                                | 52° 1' 35" NB, 4° 42' 14" OL  | 16736  | Meer afbeeldingen |
| Pand met twee trapgevels van IJsselsteen met ontlastingsbogen in rode baksteen. Toppilasters | Woonhuis                  | 17e eeuw                                                             |                              | Cappenersteeg 6, 10                                                | 52° 0' 44" NB, 4° 42' 46" OL  | 16737  | Meer afbeeldingen |
| Hoekpand, achter de Kerk. Lijstgevel, beklampt midden 19e eeuw voor huis van parterre en verdieping . Gevels gepleisterd. Dak niet oorspronkelijk | Woonhuis                  | mogelijk 17e eeuw                                                    |                              | Dubbele Buurt 1                                                    | 52° 0' 38" NB, 4° 42' 37" OL  | 16738  | Meer afbeeldingen |
| Pand met eenvoudige lijstgevel | Werk-woonhuis             | laatste helft 19e eeuw                                               |                              | Dubbele Buurt 3                                                    | 52° 0' 38" NB, 4° 42' 38" OL  | 16739  | Meer afbeeldingen |
| Pand met gepleisterde lijstgevel met stucdecoratie. Huis van parterre, verdieping en mezzanino | Woonhuis                  | derde kwart 19e eeuw                                                 |                              | Dubbele Buurt 5                                                    | 52° 0' 38" NB, 4° 42' 38" OL  | 16740  | Meer afbeeldingen |
| Pand met tuitgevel, afgedekt door lijst, gepleisterd. Pui en ramen modern | Werk-woonhuis             | 18e eeuw (tuitgevel) mogelijk eerste helft 19e eeuw (lijst)          |                              | Dubbele Buurt 7                                                    | 52° 0' 37" NB, 4° 42' 38" OL  | 16741  | Pand met tuitgevel, afgedekt door lijst, gepleisterd. Pui en ramen modern                                                                                              |
| Pand met lijstgevel voor huis van parterre en twee verdiepingen. Geprofileerde, hardstenen vensterdorpels, drie consoles (Lod.XVI) onder de lijst. Ramen en pui modern | Werk-woonhuis             | laatste kwart 18e eeuw                                               |                              | Dubbele Buurt 9, 11, 11a                                           | 52° 0' 37" NB, 4° 42' 38" OL  | 16742  | Pand met lijstgevel voor huis van parterre en twee verdiepingen. Geprofileerde, hardstenen vensterdorpels, drie consoles (Lod.XVI) onder de lijst. Ramen en pui modern |
| Pand met ingezwenkte lijstgevel met rollaag. Rijk gesneden puibalk (eierlijst). Pui en ramen modern | Werk-woonhuis             | 18e eeuw                                                             |                              | Dubbele Buurt 13                                                   | 52° 0' 37" NB, 4° 42' 38" OL  | 16743  | Meer afbeeldingen |
| Het Compas, een pand met in oorsprong bedrijfsruimte, twee woonlagen en een kapverdieping onder samenstel van pannen zadeldaken tussen puntgevels | Woonhuis                  | 16e-19e eeuw                                                         |                              | Hoge Gouwe 27                                                      | 52° 0' 35" NB, 4° 42' 33" OL  | 16744  | Meer afbeeldingen |
| Pand met ingezwenkte lijstgevel. In de parterre empire-ramen. Stoep met palen. | Werk-woonhuis             | eerste helft 19e eeuw                                                |                              | Hoge Gouwe 33                                                      | 52° 0' 34" NB, 4° 42' 33" OL  | 16745  | Meer afbeeldingen |
| Pand met gepleisterde lijstgevel. Stoep met paal | Werk-woonhuis             | eerste helft 19e eeuw                                                |                              | Hoge Gouwe 35                                                      | 52° 0' 34" NB, 4° 42' 33" OL  | 16746  | Meer afbeeldingen |
| Pastorie van de Gouwekerk | Vanwege onderdelen kerk   | 1902-1904                                                            | C.P.W.Dessing                | Hoge Gouwe 39                                                      | 52° 0' 34" NB, 4° 42' 32" OL  | 16747  | Meer afbeeldingen |
| Gouwekerk (voorheen Sint-Jozefkerk) | Kerk en kerkonderdeel     | 1902-1904                                                            | C.P.W.Dessing                | Hoge Gouwe 41                                                      | 52° 0' 34" NB, 4° 42' 32" OL  | 16748  | Meer afbeeldingen |
| De Windhondt, pand met lijstgevel | Werk-woonhuis             | eerste kwart 19e eeuw                                                |                              | Hoge Gouwe 47, 47a                                                 | 52° 0' 33" NB, 4° 42' 31" OL  | 16749  | Meer afbeeldingen |
| Langwerpig hoekpand. Eenvoudige lijstgevel. Schilddak | Woonhuis                  | 18e eeuw                                                             |                              | Hoge Gouwe 51, Keizerstraat 1                                      | 52° 0' 33" NB, 4° 42' 30" OL  | 16750  | Meer afbeeldingen |
| Pakhuis met stucversieringen | Werk-woonhuis             | derde kwart 19e eeuw                                                 |                              | Hoge Gouwe 67, 69                                                  | 52° 0' 34" NB, 4° 42' 28" OL  | 16751  | Meer afbeeldingen |
| De Flappe, pand met lijstgevel met stucversieringen. Vier vensterassen breed. | Woonhuis                  | derde kwart 19e eeuw                                                 |                              | Hoge Gouwe 71                                                      | 52° 0' 34" NB, 4° 42' 28" OL  | 16752  | Meer afbeeldingen |
| De Tol, pand met afgeknotte en van lijst voorziene klokgevel met hoekvoluten op geprofileerde dekplaten (XVIII). Hardstenen vensterdorpels. Ramen zolderverdieping | Woonhuis                  | eerste helft 19e eeuw                                                |                              | Hoge Gouwe 73                                                      | 52° 0' 34" NB, 4° 42' 27" OL  | 16753  | Meer afbeeldingen |
| Pand Hoge Gouwe 77 met gepleisterde lijstgevel onder zeer rijk gesneden lijst, Lod.XIV. Breedte: vier vensterassen, geprofileerde hardstenen vensterdorpels en schuiframen | Woonhuis                  | eerste helft 19e eeuw                                                |                              | Hoge Gouwe 77                                                      | 52° 0' 34" NB, 4° 42' 27" OL  | 16754  | Meer afbeeldingen |
| Pand met gesausde klokgevel. Gave pui, geprofileerde vensterdorpels en Empire-schuiframen | Werk-woonhuis             | 18e eeuw (pand) eerste kwart 19e eeuw (pui)                          |                              | Hoge Gouwe 91                                                      | 52° 0' 35" NB, 4° 42' 25" OL  | 16755  | Meer afbeeldingen |
| Dirc Gherystshuys, een pand met brede lijstgevel van vijf vensterassen. Empire-schuiframen en fraaie muurankers. Dwars schilddak met dakvenster. Lod.XIV-consoles onder de lijst | Woonhuis                  | tweede kwart 18e eeuw                                                |                              | Hoge Gouwe 93, 93a, 93b                                            | 52° 0' 35" NB, 4° 42' 25" OL  | 16756  | Meer afbeeldingen |
| 't Huys met de treppen | Woonhuis                  | eerste kwart 19e eeuw                                                |                              | Hoge Gouwe 97                                                      | 52° 0' 36" NB, 4° 42' 24" OL  | 16757  | Meer afbeeldingen |
| Het Dubbele Kruis | Woonhuis                  | eerste kwart 19e eeuw                                                |                              | Hoge Gouwe 99                                                      | 52° 0' 36" NB, 4° 42' 24" OL  | 16758  | Meer afbeeldingen |
| Pand Hoge Gouwe 101 met lijstgevel | Werk-woonhuis             | eerste kwart 19e eeuw                                                |                              | Hoge Gouwe 101                                                     | 52° 0' 36" NB, 4° 42' 24" OL  | 16759  | Meer afbeeldingen |
| Pand met gepleisterde lijstgevel met mezzanino | Werk-woonhuis             | derde kwart 19e eeuw                                                 |                              | Hoge Gouwe 103, 105                                                | 52° 0' 36" NB, 4° 42' 24" OL  | 16760  | Meer afbeeldingen |
| Oud Katholieke Kerk | Kerk en kerkonderdeel     | 1902-1904                                                            |                              | Hoge Gouwe 107, 107a                                               | 52° 0' 36" NB, 4° 42' 23" OL  | 16761  | Meer afbeeldingen |
| Pand met gepleisterde lijstgevel met stucversieringen. Segmentvormig fronton | Woonhuis                  | derde kwart 19e eeuw                                                 |                              | Hoge Gouwe 109, 111, 109 a, 111a                                   | 52° 0' 36" NB, 4° 42' 23" OL  | 16762  | Meer afbeeldingen |
| Pand met gepleisterde lijstgevel met stucversieringen, en groot, driehoekig fronton | Kerkelijke dienstwoning   | derde kwart 19e eeuw                                                 |                              | Hoge Gouwe 113                                                     | 52° 0' 37" NB, 4° 42' 23" OL  | 16763  | Meer afbeeldingen |
| Pand met gepleisterde lijstgevel met stucversieringen | Woonhuis                  | derde kwart 19e eeuw                                                 |                              | Hoge Gouwe 115                                                     | 52° 0' 37" NB, 4° 42' 22" OL  | 16764  | Meer afbeeldingen |
| Pand met lijstgevel ter breedte van vijf vensterassen met stucversieringen en vensters met afgeronde hoeken. | Woonhuis                  | derde kwart 19e eeuw                                                 |                              | Hoge Gouwe 123                                                     | 52° 0' 37" NB, 4° 42' 21" OL  | 16765  | Meer afbeeldingen |
| Pand met eenvoudige lijstgevel | Woonhuis                  | derde kwart 19e eeuw                                                 |                              | Hoge Gouwe 125                                                     | 52° 0' 38" NB, 4° 42' 22" OL  | 16766  | Meer afbeeldingen |
| Pand met gepleisterde lijstgevel. Versierd met stucwerk. | Woonhuis                  | derde kwart 19e eeuw                                                 |                              | Hoge Gouwe 127                                                     | 52° 0' 38" NB, 4° 42' 21" OL  | 16767  | Meer afbeeldingen |
| Pand met ingezwenkte gevel onder lijst, gepleisterd. | Werk-woonhuis             | 18e (pand) eerste kwart 19e eeuw (gevel)                             |                              | Hoge Gouwe 129                                                     | 52° 0' 37" NB, 4° 42' 20" OL  | 16768  | Meer afbeeldingen |
| Pand met gepleisterde tuitgevel met bekronend fronton | Werk-woonhuis             | 18e eeuw                                                             |                              | Hoge Gouwe 131                                                     | 52° 0' 38" NB, 4° 42' 21" OL  | 16769  | Meer afbeeldingen |
| Pand met gevel met onder de kroonlijst rijk gesneden consoles, Lod.XIV | Woonhuis                  | ca. 1800 (deur in gewijzigde pui)                                    |                              | Hoge Gouwe 139, 141                                                | 52° 0' 38" NB, 4° 42' 20" OL  | 16770  | Meer afbeeldingen |
| Pand met klokgevel met zijvoluten. Top verdwenen. Metselwerk vernieuwd XIX a. Gevelsteen: leeuw in de tuin van Holland, gepolychromeerd. | Werk-woonhuis             | mogelijk 18e eeuw                                                    |                              | Hoge Gouwe 143                                                     | 52° 0' 38" NB, 4° 42' 20" OL  | 16771  | Meer afbeeldingen |
| Pand met pilastergevel met latere, tuitvormige top. Bakstenen pilasters met kapitelen en geprofileerde kroonlijst. Pui | Werk-woonhuis             | vierde kwart 17e eeuw 19e eeuw (pui)                                 |                              | Hoge Gouwe 145                                                     | 52° 0' 38" NB, 4° 42' 20" OL  | 16772  | Meer afbeeldingen |
| Pand met lijstgeveltje met gesneden bovenlicht. Huis met oude balkenzolders | Woonhuis                  | 17e eeuw (huis) eerste kwart 19e eeuw (gevel)                        |                              | Hoge Gouwe 147                                                     | 52° 0' 39" NB, 4° 42' 20" OL  | 16773  | Meer afbeeldingen |
| Pand met gepleisterde lijstgevel. Versierd met stucwerk. | Werk-woonhuis             | derde kwart 19e eeuw                                                 |                              | Hoge Gouwe 153                                                     | 52° 0' 39" NB, 4° 42' 19" OL  | 16774  | Meer afbeeldingen |
| Pand met lijstgevel. Deurpartij met pilasters, Empire-ramen in de verdieping. Mezzanino | Woonhuis                  | eerste helft 19e eeuw                                                |                              | Hoge Gouwe 155                                                     | 52° 0' 39" NB, 4° 42' 19" OL  | 16775  | Meer afbeeldingen |
| Pand met gepleisterde lijstgevel. Versierd met stucwerk | Werk-woonhuis             | derde kwart 19e eeuw                                                 |                              | Hoge Gouwe 161, Nonnenwater 1                                      | 52° 0' 39" NB, 4° 42' 19" OL  | 16776  | Meer afbeeldingen |
| Lage Gouwe 2 (voormalige stadsspaarbank) | Handel en kantoor         | derde kwart 19e eeuw                                                 |                              | Lage Gouwe 2, 2 b, 2 c                                             | 52° 0' 37" NB, 4° 42' 36" OL  | 16778  | Lage Gouwe 2 (voormalige stadsspaarbank) |
| Pand met gepleisterde lijstgevel voor huis van parterre en twee verdiepingen. In de tweede verdieping schuiframen | Werk-woonhuis             | 19e eeuw                                                             |                              | Lage Gouwe 8, 10, 10a                                              | 52° 0' 37" NB, 4° 42' 35" OL  | 16779  | Meer afbeeldingen |
| De Vergulde Galei | Woonhuis                  | eerste kwart 19e eeuw                                                |                              | Lage Gouwe 22                                                      | 52° 0' 37" NB, 4° 42' 34" OL  | 16781  | Meer afbeeldingen |
| Pand met gepleisterd lijstgeveltje ter breedte van een vensteras. Schuiframen in de verdieping | Werk-woonhuis             | ca. 1800                                                             |                              | Lage Gouwe 24                                                      | 52° 0' 37" NB, 4° 42' 34" OL  | 16782  | Pand met gepleisterd lijstgeveltje ter breedte van een vensteras. Schuiframen in de verdieping                                                                         |
| Pand met gepleisterde lijstgevel voor huis met schilddak. Empire schuiframen in de verdieping | Woonhuis                  | eerste kwart 19e eeuw                                                |                              | Lage Gouwe 26                                                      | 52° 0' 37" NB, 4° 42' 34" OL  | 16783  | Pand met gepleisterde lijstgevel voor huis met schilddak. Empire schuiframen in de verdieping                                                                          |
| Pand Lage Gouwe 28 met lijstgeveltjemet in de verdieping raamhekken. Schilddak, waarin dakvenster met vleugelstukken | Werk-woonhuis             | eerste kwart 19e eeuw                                                |                              | Lage Gouwe 28                                                      | 52° 0' 36" NB, 4° 42' 34" OL  | 16784  | Meer afbeeldingen |
| Pand met gepleisterde tuitgevel | Woonhuis                  | 18e eeuw                                                             |                              | Lage Gouwe 30                                                      | 52° 0' 36" NB, 4° 42' 34" OL  | 16785  | Pand met gepleisterde tuitgevel |
| Pand met klokgevel met zijvoluten op geprofileerde dekplaten | Woonhuis                  | 18e eeuw                                                             |                              | Lage Gouwe 46                                                      | 52° 0' 36" NB, 4° 42' 33" OL  | 16786  | Pand met klokgevel met zijvoluten op geprofileerde dekplaten |
| Pand met lijstgevel. Schuiframen uit de bouwtijd en Empire | Werk-woonhuis             | eerste kwart 19e eeuw                                                |                              | Lage Gouwe 48                                                      | 52° 0' 37" NB, 4° 42' 32" OL  | 16787  | Meer afbeeldingen |
| Pand met lijstgevel. Deur met levensboom in het bovenlicht, schuiframen en stoeppalen met stangen | Woonhuis                  | tweede kwart 19e eeuw                                                |                              | Lage Gouwe 70, 70a, 70b                                            | 52° 0' 35" NB, 4° 42' 31" OL  | 16788  | Meer afbeeldingen |
| Pand met lijstgevel | Woonhuis                  | eerste kwart 19e eeuw                                                |                              | Lage Gouwe 72                                                      | 52° 0' 35" NB, 4° 42' 31" OL  | 16789  | Pand met lijstgevel |
| Pand met gepleisterde tuitgevel | Opslag                    | mogelijk 18e eeuw                                                    |                              | Lage Gouwe 78                                                      | 52° 0' 35" NB, 4° 42' 30" OL  | 16790  | Meer afbeeldingen |
| Pand met eenvoudige lijstgevel. Stoephek | Woonhuis                  | eerste kwart 19e eeuw                                                |                              | Lage Gouwe 106                                                     | 52° 0' 35" NB, 4° 42' 28" OL  | 16791  | Pand met eenvoudige lijstgevel. Stoephek |
| Hoekpand Achter de Vismarkt. Diep pand met klokgevel | Werk-woonhuis             | 18e eeuw                                                             |                              | Lage Gouwe 112                                                     | 52° 0' 36" NB, 4° 42' 27" OL  | 16792  | Meer afbeeldingen |
| Pand met lijstgevel voor 18e-eeuws pand | Woonhuis                  | 19e eeuw                                                             |                              | Lage Gouwe 130                                                     | 52° 0' 36" NB, 4° 42' 26" OL  | 16793  | Pand met lijstgevel voor 18e-eeuws pand |
| Kosterij Lutherse Kerk | Woonhuis                  | 17e eeuw                                                             |                              | Lage Gouwe 132                                                     | 52° 0' 36" NB, 4° 42' 26" OL  | 16794  | Kosterij Lutherse Kerk |
| Joostkapel | Klooster, kloosteronderdl | 1681                                                                 |                              | Lage Gouwe 134                                                     | 52° 0' 37" NB, 4° 42' 26" OL  | 16795  | Meer afbeeldingen |
| Lage Gouwe 136 (voormalige apotheek) | Werk-woonhuis             | 1644                                                                 |                              | Lage Gouwe 136, Lange Groenendaal 116                              | 52° 0' 37" NB, 4° 42' 25" OL  | 16796  | Meer afbeeldingen |
| Bananenpakhuis. Pand met lijstgevel met middenrisaliet en stucwerkversieringen, neorococo snijwerk rond de centrale ingang en consoles onder de kroonlijst en hoekblokken | Werk-woonhuis             | derde kwart 19e eeuw                                                 |                              | Lage Gouwe 140                                                     | 52° 0' 37" NB, 4° 42' 25" OL  | 16797  | Meer afbeeldingen |
| Pand met lijstgevel | Woonhuis                  | derde kwart 19e eeuw                                                 |                              | Lage Gouwe 142                                                     | 52° 0' 38" NB, 4° 42' 25" OL  | 16798  | Meer afbeeldingen |
| Pand met lijstgevel met stucversieringen en consoles onder de kroonlijst | Woonhuis                  | derde kwart 19e eeuw                                                 |                              | Lage Gouwe 144                                                     | 52° 0' 37" NB, 4° 42' 24" OL  | 16799  | Meer afbeeldingen |
| Pand met ingezwenkte gevel met lijst, gepleisterd | Industrie                 | ca. 1800 (gevel)                                                     |                              | Lage Gouwe 146, 148                                                | 52° 0' 37" NB, 4° 42' 24" OL  | 16800  | Meer afbeeldingen |
| 't Gouwe Anker | Werk-woonhuis             | 18e eeuw                                                             |                              | Lage Gouwe 150                                                     | 52° 0' 38" NB, 4° 42' 24" OL  | 16801  | Meer afbeeldingen |
| Pand met lijstgevel | Woonhuis                  | eerste kwart 19e eeuw                                                |                              | Lage Gouwe 170                                                     | 52° 0' 39" NB, 4° 42' 23" OL  | 16802  | Meer afbeeldingen |
| Pand met klokgevel, gepleisterd, met geprofileerde zij-afdekstukken en in de top een muuranker | Woonhuis                  |                                                                      |                              | Lage Gouwe 172, 174                                                | 52° 0' 39" NB, 4° 42' 23" OL  | 16803  | Meer afbeeldingen |
| Pand met gevel onder rijk gesneden kroonlijst met consoles, lod | Woonhuis                  |                                                                      |                              | Lage Gouwe 192                                                     | 52° 0' 41" NB, 4° 42' 20" OL  | 16804  | Meer afbeeldingen |
| In de Gecroonde Spaerpot | Woonhuis                  | derde kwart 17e eeuw (trapgevel) 19e eeuw (herbouwd)                 |                              | Lage Gouwe 208, 210                                                | 52° 0' 41" NB, 4° 42' 18" OL  | 16805  | Meer afbeeldingen |
| Pand met lijstgevel met mooi voegwerk | Woonhuis                  | eerste helft 19e eeuw                                                |                              | Lage Gouwe 236                                                     | 52° 0' 43" NB, 4° 42' 16" OL  | 16806  | Pand met lijstgevel met mooi voegwerk |
| Pand met lijstgevel met mezzanino | Woonhuis                  | tweede helft 19e eeuw                                                |                              | Lage Gouwe 238, 240                                                | 52° 0' 43" NB, 4° 42' 15" OL  | 16807  | Meer afbeeldingen |
| Pand met lijstgevel en gedeelte van gepleisterde gewijzigde topgevel | Woonhuis                  | tweede helft 19e eeuw (lijstgevel) 17e eeuw (topgevel)               |                              | Lage Gouwe 242                                                     | 52° 0' 43" NB, 4° 42' 15" OL  | 16808  | Meer afbeeldingen |
| Huis of ouder, achter gepleisterde en gewijzigde topgevel onder lijst | Werk-woonhuis             | 17e eeuw                                                             |                              | Lage Gouwe 244, 246                                                | 52° 0' 43" NB, 4° 42' 15" OL  | 16809  | Huis of ouder, achter gepleisterde en gewijzigde topgevel onder lijst                                                                                                  |
| Visbanken | Handel en kantoor         | 18e eeuw                                                             |                              | Hoge Gouwe 0, Lage Gouwe 0                                         | 52° 0' 35" NB, 4° 42' 33" OL  | 16810  | Meer afbeeldingen |
| Pand met tot klokgevel gewijzigde trapgevel waarvan de dekplaten onder en boven bewaard zijn gebleven | Werk-woonhuis             | 17e eeuw                                                             |                              | Korte Groenendaal 19                                               | 52° 0' 40" NB, 4° 42' 33" OL  | 16811  | Meer afbeeldingen |
| Pand met tot klokgevel gewijzigde trapgevel waarvan de dekplaten onder en boven bewaard zijn gebleven | Werk-woonhuis             | 17e eeuw                                                             |                              | Achter de Vismarkt 1-103, Korte Groenendaal 21                     | 52° 0' 40" NB, 4° 42' 33" OL  | 16812  | Meer afbeeldingen |
| Pand met tot klokgevel gewijzigde gepleisterde trapgevel (top verdwenen) waarvan de dekplaten onder en boven bewaard zijn gebleven | Woonhuis                  | 1639 (jaartal)                                                       |                              | Achter de Vismarkt 1-101, Korte Groenendaal 21                     | 52° 0' 37" NB, 4° 42' 31" OL  | 16813  | Meer afbeeldingen |
| Hoekpand met gepleisterde, ingezwenkte lijstgevel, oorspronkelijk trapgevel | Werk-woonhuis             |                                                                      |                              | Lange Groenendaal 25                                               | 52° 0' 40" NB, 4° 42' 32" OL  | 16814  | Meer afbeeldingen |
| Pand met eenvoudige lijstgevel | Woonhuis                  | midden 19e eeuw                                                      |                              | Lange Groenendaal 29                                               | 52° 0' 40" NB, 4° 42' 32" OL  | 16815  | Meer afbeeldingen |
| Pand met brede lijstgevel | Werk-woonhuis             | derde kwart 19e eeuw                                                 |                              | Lange Groenendaal 31, 33, 35                                       | 52° 0' 40" NB, 4° 42' 32" OL  | 16816  | Meer afbeeldingen |
| Pand met eenvoudige lijstgevel met goede onderpui | Werk-woonhuis             | midden 19e eeuw                                                      |                              | Lange Groenendaal 38, 40                                           | 52° 0' 40" NB, 4° 42' 32" OL  | 16817  | Meer afbeeldingen |
| Pand met tot tuitgevel gewijzigde topgevel | Werk-woonhuis             | mogelijk 18e eeuw                                                    |                              | Lange Groenendaal 42, 40 c, 40a                                    | 52° 0' 40" NB, 4° 42' 31" OL  | 16818  | Meer afbeeldingen |
| Huize Groeneweg Cellebroederklooster Latijnse school Werkinrichting tot wering der bedelarij | Klooster, kloosteronderdl | 15e eeuw                                                             |                              | Groeneweg 33                                                       | 52° 0' 38" NB, 4° 42' 50" OL  | 16819  | Meer afbeeldingen |
| Toegangspoort Swanenburgh's hofje | Sociale zorg, liefdadigh. | 1692                                                                 |                              | Groeneweg 42                                                       | 52° 0' 37" NB, 4° 42' 50" OL  | 16820  | Meer afbeeldingen |
| Pand met gepleisterde puntgevel vensters met roedenverdeling in stijl | Woonhuis                  | mogelijk 18e eeuw                                                    |                              | Jaagpad 11                                                         | 52° 0' 40" NB, 4° 42' 5" OL   | 16821  | Meer afbeeldingen |
| Pand met lijstgevel | Dienstwoning              | eerste helft 19e eeuw                                                |                              | Jaagpad 10                                                         | 52° 0' 40" NB, 4° 42' 5" OL   | 16822  | Meer afbeeldingen |
| Pand met ingezwenkte lijstgevel met hoekvoluten, hijsnok en luik | Woonhuis                  | 18e eeuw                                                             |                              | Jaagpad 12                                                         | 52° 0' 39" NB, 4° 42' 4" OL   | 16823  | Meer afbeeldingen |
| Pand met vier identieke tuitgevels met topobelisken | Dienstwoning              | mogelijk ca. 1800 18e eeuw (vensters)                                |                              | Jaagpad 14, 15, 16, 17                                             | 52° 0' 39" NB, 4° 42' 4" OL   | 16824  | Meer afbeeldingen |
| Pand met gepleisterde tuitgevel met voluten en driehoekig topfronton | Woonhuis                  | tweede helft 19e eeuw                                                |                              | Jaagpad 19                                                         | 52° 0' 39" NB, 4° 42' 4" OL   | 16825  | Meer afbeeldingen |
| Jeruzalemkapel | Kapel                     | midden 16e eeuw                                                      |                              | Jeruzalemstraat 12                                                 | 52° 0' 38" NB, 4° 42' 47" OL  | 16828  | Meer afbeeldingen |
| Kazerne | Militair verblijfsgebouw  | 1841                                                                 |                              | Agnietenstraat 21 (Kazernestraat 2, 8-42, 46-88 en 94 even)        | 52° 0' 51" NB, 4° 42' 39" OL  | 16830  | Meer afbeeldingen |
| De Pauw | Werk-woonhuis             | 1727                                                                 |                              | Kleiweg 17                                                         | 52° 0' 48" NB, 4° 42' 35" OL  | 16831  | Meer afbeeldingen |
| Pand met ingezwenkte lijstgevel met hoekvoluten op geprofileerde afdekplaten, lijst | Werk-woonhuis             | tweede kwart 18e eeuw                                                |                              | Korte Tiendeweg 15                                                 | 52° 0' 41" NB, 4° 42' 43" OL  | 16832  | Meer afbeeldingen |
| Pand met tuitgevel, gepleisterd en met geprofileerde afdekplaten | Werk-woonhuis             | mogelijk 18e eeuw                                                    |                              | Korte Tiendeweg 17, 17a                                            | 52° 0' 41" NB, 4° 42' 43" OL  | 16833  | Meer afbeeldingen |
| Pand met tuitgevel, gepleisterd en met geprofileerde afdekplaten | Werk-woonhuis             | mogelijk 18e eeuw                                                    |                              | Korte Tiendeweg 19                                                 | 52° 0' 41" NB, 4° 42' 43" OL  | 16834  | Meer afbeeldingen |
| Pand met aan de voorzijde gewijzigde en gepleisterde gevel met inzwenkende zijkanten en houten kroonlijst | Woonhuis                  | 17e eeuw (pand) 19e eeuw (voorzijde) 18e eeuw (binnenpui)            |                              | Kuiperstraat 39                                                    | 52° 0' 29" NB, 4° 42' 37" OL  | 16835  | Pand met aan de voorzijde gewijzigde en gepleisterde gevel met inzwenkende zijkanten en houten kroonlijst                                                              |
| Barbaratoren | Kerk en kerkonderdeel     | eerste kwart 16e eeuw                                                |                              | Kuiperstraat 42                                                    | 52° 0' 29" NB, 4° 42' 36" OL  | 16836  | Meer afbeeldingen |
| 't Grendeltje, hoekpand met lijstgevel en oorspronkelijke zijgevel, waarvan het achterdeel op consoles overkraagd is boven het water | Werk-woonhuis             | 17e eeuw / eerste helft 19e eeuw                                     |                              | Lange Tiendeweg 21                                                 | 52° 0' 41" NB, 4° 42' 45" OL  | 16837  | Meer afbeeldingen |
| Pand met gewijzigde en geverfde trapgevel met boven de vensters van de verdieping ontlastingsbogen | Woonhuis                  | 17e eeuw (gevel)                                                     |                              | Lange Tiendeweg 29                                                 | 52° 0' 42" NB, 4° 42' 47" OL  | 16838  | Meer afbeeldingen |
| Pand met ingezwenkte gevel met latere lijst en met hoekvoluten op geprofileerde afdekplaten | Werk-woonhuis             | mogelijk 17e eeuw                                                    |                              | Lange Tiendeweg 31                                                 | 52° 0' 42" NB, 4° 42' 47" OL  | 16839  | Meer afbeeldingen |
| Pand met hoge ingezwenkte lijstgevel, oorspronkelijk trapgevel gepleisterd en met ontlastingsbogen boven de vensters van de verdieping | Werk-woonhuis             | tweede kwart 17e eeuw                                                |                              | Lange Tiendeweg 31, 33a, 33c-e                                     | 52° 0' 42" NB, 4° 42' 48" OL  | 16840  | Meer afbeeldingen |
| Pand met eenvoudige lijstgevel | Werk-woonhuis             | mogelijk 16e eeuw (pand) tweede kwart 19e eeuw (lijstgevel)          |                              | Lange Tiendeweg 35                                                 | 52° 0' 42" NB, 4° 42' 48" OL  | 16841  | Pand met eenvoudige lijstgevel |
| Sint-Jorisdoelen | Woonhuis                  |                                                                      |                              | Lange Tiendeweg 79, 81, 83, 85, 87, 93, 95, 97, 101, 103, 105, 107 | 52° 0' 44" NB, 4° 42' 51" OL  | 16842  | Meer afbeeldingen |
| Stadhuis | Bestuursgebouw en onderdl | 1448-1450                                                            |                              | Markt 1                                                            | 52° 0' 41" NB, 4° 42' 38" OL  | 16843  | Meer afbeeldingen |
| Hoekpand onder omlopend schilddak | Werk-woonhuis             | 18e eeuw                                                             |                              | Kerksteeg 1, Markt 2                                               | 52° 0' 40" NB, 4° 42' 38" OL  | 16844  | Meer afbeeldingen |
| Pand met eenvoudig lijstgeveltje | Werk-woonhuis             | eerste helft 19e eeuw                                                |                              | Achter de Kerk 8h, Markt 3                                         | 52° 0' 40" NB, 4° 42' 38" OL  | 16845  | Meer afbeeldingen |
| Pand met geverfde tuitgevel met fronton en voluten | Werk-woonhuis             | 18e eeuw                                                             |                              | Markt 5                                                            | 52° 0' 40" NB, 4° 42' 38" OL  | 16846  | Meer afbeeldingen |
| Pand met lijstgevel met getoogde vensters | Werk-woonhuis             | eerste kwart 19e eeuw                                                |                              | Achter de Kerk 8 c, Markt 6                                        | 52° 0' 40" NB, 4° 42' 38" OL  | 16847  | Meer afbeeldingen |
| Pand met lijstgevel met getoogde vensters | Werk-woonhuis             | eerste helft 19e eeuw                                                |                              | Achter de Kerk 8b, 8a, Markt 7                                     | 52° 0' 40" NB, 4° 42' 39" OL  | 16848  | Meer afbeeldingen |
| Pand met lijstgevel | Werk-woonhuis             | eerste helft 19e eeuw                                                |                              | Markt 8                                                            | 52° 0' 40" NB, 4° 42' 39" OL  | 16849  | Meer afbeeldingen |
| Markt 12, een pand met lijstgevel met in de eerste verdieping geprofileerde boogvensters en consoles onder de kroonlijst | Werk-woonhuis             | midden 19e eeuw                                                      |                              | Koster Gijzensteeg 6a, Markt 12, Markt 13                          | 52° 0' 41" NB, 4° 42' 40" OL  | 16850  | Meer afbeeldingen |
| Pand met lijstgevel | Werk-woonhuis             | tweede kwart 19e eeuw                                                |                              | Markt 17                                                           | 52° 0' 42" NB, 4° 42' 41" OL  | 16851  | Meer afbeeldingen |
| Pand met lijstgevel voor huis met schilddak | Werk-woonhuis             | eerste helft 19e eeuw                                                |                              | Koster Gijzensteeg 2a, Markt 18                                    | 52° 0' 42" NB, 4° 42' 41" OL  | 16852  | Pand met lijstgevel voor huis met schilddak |
| Pand met lijstgevel | Winkel                    | derde kwart 19e eeuw                                                 |                              | Markt 19                                                           | 52° 0' 42" NB, 4° 42' 42" OL  | 16853  | Meer afbeeldingen |
| Pand met gepleisterde lijstgevel met ingezwenkte zijkanten | Werk-woonhuis             | eerste kwart 19e eeuw                                                |                              | Markt 25, Zeugstraat 9a                                            | 52° 0' 43" NB, 4° 42' 41" OL  | 16854  | Meer afbeeldingen |
| Arti Legi (kantongerecht) | Gerechtsgebouw            | eerste kwart 19e eeuw                                                |                              | Markt 27                                                           | 52° 0' 43" NB, 4° 42' 41" OL  | 16855  | Meer afbeeldingen |
| Pand met lijstgevel met vensters | Werk-woonhuis             | derde kwart 19e eeuw                                                 |                              | Markt 32, Zeugstraat 15, Zeugstraat 15a                            | 52° 0' 44" NB, 4° 42' 41" OL  | 16856  | Meer afbeeldingen |
| Hotel De Zalm | Horeca                    | derde kwart 19e eeuw (gevel) 1670 (steen)                            |                              | Achter de Waag 12, 14, 16, 18, 20, 22, 24, Markt 34                | 52° 0' 44" NB, 4° 42' 40" OL  | 16857  | Meer afbeeldingen |
| De Waag | Overheidsgebouw           | 1668                                                                 |                              | Markt 35                                                           | 52° 0' 44" NB, 4° 42' 39" OL  | 16858  | Meer afbeeldingen |
| Pand met lijstgevel met mooi gesneden lod | Werk-woonhuis             | midden 18e eeuw                                                      |                              | Markt 69                                                           | 52° 0' 41" NB, 4° 42' 34" OL  | 16859  | Meer afbeeldingen |
| Pand met gepleisterde, ingezwenkte lijstgevel | Werk-woonhuis             | eerste helft 19e eeuw                                                |                              | Markt 70                                                           | 52° 0' 41" NB, 4° 42' 35" OL  | 16860  | Meer afbeeldingen |
| Hoekpand met lijstgevel | Woonhuis                  | 17e of 19e eeuw                                                      |                              | Markt 75                                                           | 52° 0' 40" NB, 4° 42' 36" OL  | 16861  | Meer afbeeldingen |
| Pakhuis onder zadeldak | Opslag                    | 18e eeuw                                                             |                              | Minderbroederssteeg 3                                              | 52° 0' 29" NB, 4° 42' 50" OL  | 16862  | Meer afbeeldingen |
| Pakhuis, hoekpand spieringstraat, grenzend aan het water | Opslag                    | 18e eeuw                                                             |                              | Minderbroederssteeg 7                                              | 52° 0' 29" NB, 4° 42' 50" OL  | 16863  | Pakhuis, hoekpand spieringstraat, grenzend aan het water |
| Pand met eenvoudige lijstgevel | Woonhuis                  | derde kwart 19e eeuw                                                 |                              | Minderbroederssteeg 10                                             | 52° 0' 28" NB, 4° 42' 50" OL  | 16864  | Meer afbeeldingen |
| Tapijthuis | Woonhuis                  | 1737                                                                 |                              | Molenwerf 9                                                        | 52° 0' 37" NB, 4° 42' 45" OL  | 16865  | Meer afbeeldingen |
| Pand met tot puntgevel gewijzigde trapgevel | Werk-woonhuis             | 17e eeuw (pand) 18e eeuw (roedeverdeling) derde kwart 19e eeuw (pui) |                              | Naaierstraat 2                                                     | 52° 0' 41" NB, 4° 42' 32" OL  | 16866  | Meer afbeeldingen |
| Pand met gepleisterde lijstgevel met empire-ramen | Werk-woonhuis             | 18e eeuw (gevel)                                                     |                              | Naaierstraat 5                                                     | 52° 0' 41" NB, 4° 42' 32" OL  | 16867  | Meer afbeeldingen |
| De vier gekroonden | Woonhuis                  | eerste kwart 16e eeuw                                                |                              | Naaierstraat 6                                                     | 52° 0' 41" NB, 4° 42' 32" OL  | 16868  | Meer afbeeldingen |
| Pand met tot ingezwenkte lijstgevel gewijzigde trapgevel, gepleisterd. Natuurstenen banden. De vensters van de verdieping hebben geblokte ontlastingsbogen. Pui | Werk-woonhuis             | 17e eeuw (pand) 18e eeuw (pui)                                       |                              | Naaierstraat 12                                                    | 52° 0' 42" NB, 4° 42' 32" OL  | 16869  | Meer afbeeldingen |
| Pand met dubbel gezwenkte topgevel met voluutconsoles afgedekt door lijst | Woonhuis                  | 18e eeuw                                                             |                              | Naaierstraat 13, 14                                                | 52° 0' 42" NB, 4° 42' 32" OL  | 16870  | Meer afbeeldingen |
| Pand met trapgevel met gewijzigde onderpui en geprofileerde puibalk | Woonhuis                  | 17e eeuw (gevel) 18e eeuw (onderpui)                                 |                              | Naaierstraat 15                                                    | 52° 0' 42" NB, 4° 42' 32" OL  | 16871  | Meer afbeeldingen |
| Pand waarvan de gevel door een rechte lijst is afgedekt | Woonhuis                  | mogelijk 17e eeuw                                                    |                              | Naaierstraat 16                                                    | 52° 0' 43" NB, 4° 42' 32" OL  | 16872  | Meer afbeeldingen |
| Pand met twee tuitgevels met roedenverdeling stijl | Bedrijfs-, fabriekswoning | tweede helft 18e eeuw (gevel) 18e eeuw (roedeverdeling)              |                              | Naaierstraat 21, 22                                                | 52° 0' 43" NB, 4° 42' 32" OL  | 16873  | Meer afbeeldingen |
| Poortje voormalig Hofje van Tams | Sociale zorg, liefdadigh. | 1657 (jaartal)                                                       |                              | Nieuwehaven 148                                                    | 52° 0' 48" NB, 4° 42' 26" OL  | 16874  | Meer afbeeldingen |
| Hofje van Cincq | Sociale zorg, liefdadigh. | 1700 (jaartal)                                                       |                              | Nieuwehaven 248, 258, 260, 262, 266, 270, 252                      | 52° 0' 46" NB, 4° 42' 22" OL  | 16875  | Meer afbeeldingen |
| Pand met eenvoudige lijstgevel tussen de fundaties van cincq en ghijsberts | Woonhuis                  | 19e eeuw                                                             |                              | Nieuwehaven 272                                                    | 52° 0' 45" NB, 4° 42' 21" OL  | 16876  | Meer afbeeldingen |
| Christina Ghijsbertshofje of Fondatie van Sa Christina Ghijsberts weduwe wylen meester Floris Henricken Letmaet | Sociale zorg, liefdadigh. | 1625                                                                 |                              | Nieuwehaven 274                                                    | 52° 0' 45" NB, 4° 42' 20" OL  | 16877  | Meer afbeeldingen |
| De Eendragt | Werk-woonhuis             | 17e eeuw                                                             |                              | Nieuwehaven 334                                                    | 52° 0' 43" NB, 4° 42' 16" OL  | 16878  | Meer afbeeldingen |
| Agnietenkapel | Kapel                     | midden 15e eeuw                                                      |                              | Nieuwe Markt 100                                                   | 52° 0' 47" NB, 4° 42' 40" OL  | 16879  | Meer afbeeldingen |
| Sluiswachterswoning Tolhuis, bij Havensluis | Bedieningsgebouw          | eerste helft 17e eeuw                                                |                              | Nieuwe Veerstal 1                                                  | 52° 0' 26" NB, 4° 42' 49" OL  | 16880  | Meer afbeeldingen |
| Pand met lijstgevel moderne kap met mooi voegwerk | Werk-woonhuis             | eerste kwart 19e eeuw                                                |                              | Oosthaven 7, 8                                                     | 52° 0' 37" NB, 4° 42' 40" OL  | 16881  | Meer afbeeldingen |
| Het Catharina Gasthuis | Sociale zorg, liefdadigh. | 14e-16e eeuw (bouw) 1619 (vergroot)                                  |                              | Achter de Kerk 14, Oosthaven 9, Oosthaven 10                       | 52° 0' 36" NB, 4° 42' 40" OL  | 16882  | Meer afbeeldingen |
| Pand met brede, gepleisterde lijstgevel met ingezwenkte zijkanten. Oorspronkelijk trapgevel. | Werk-woonhuis             | eerste kwart 19e eeuw mogelijk 17e eeuw (huis)                       |                              | Oosthaven 15                                                       | 52° 0' 35" NB, 4° 42' 42" OL  | 16883  | Meer afbeeldingen |
| Herensociëteit "De Réunie" | Vergadering en vereniging | eerste helft 19e eeuw                                                |                              | Oosthaven 17                                                       | 52° 0' 35" NB, 4° 42' 42" OL  | 16884  | Meer afbeeldingen |
| Pand met hoge lijstgevel met kroonlijst, waarin triglyphen en metopen en getoogde vensters met hardstenen dorpels | Woonhuis                  | tweede helft 18e eeuw                                                |                              | Oosthaven 18                                                       | 52° 0' 34" NB, 4° 42' 43" OL  | 16885  | Meer afbeeldingen |
| Pand met lijstgevel | Woonhuis                  | eerste helft 19e eeuw (pand) 15e eeuw (pand)                         |                              | Oosthaven 20                                                       | 52° 0' 34" NB, 4° 42' 43" OL  | 16886  | Meer afbeeldingen |
| Pand met ingezwenkte gevel onder lijst | Woonhuis                  | laatste kwart 18e eeuw                                               |                              | Oosthaven 28                                                       | 52° 0' 33" NB, 4° 42' 44" OL  | 16887  | Meer afbeeldingen |
| Pand met lijstgevel met verdiepte kroonlijst en steen: 'anno 1734 door hendrik van singel' | Woonhuis                  | 1734                                                                 |                              | Oosthaven 29                                                       | 52° 0' 33" NB, 4° 42' 44" OL  | 16888  | Meer afbeeldingen |
| HOEKPAND Hoekpand met stucdecoratie voor twee huizen, waarvan de achtergevels bewaard zijn | Woonhuis                  | 17e eeuw of derde kwart 19e eeuw                                     |                              | Oosthaven 37a-h                                                    | 52° 0' 32" NB, 4° 42' 45" OL  | 16889  | Meer afbeeldingen |
| Pand met gepleisterde lijstgevel met balkon en stucversieringen | Woonhuis                  | derde kwart 19e eeuw                                                 |                              | Oosthaven 39                                                       | 52° 0' 31" NB, 4° 42' 46" OL  | 16890  | Meer afbeeldingen |
| Pand met lijstgevel van fraaie verhoudingen | Woonhuis                  | eerste kwart 19e eeuw                                                |                              | Oosthaven 40                                                       | 52° 0' 31" NB, 4° 42' 46" OL  | 16891  | Meer afbeeldingen |
| Pand aan de straatzijde voorzien van gecombineerde lijstgevel | Woonhuis                  | derde kwart 19e eeuw                                                 |                              | Oosthaven 50, 50 a, 50 b, 50 c                                     | 52° 0' 31" NB, 4° 42' 47" OL  | 16892  | Meer afbeeldingen |
| Pand aan de straatzijde voorzien van gecombineerde lijstgevel met buurhuis nr 50 | Woonhuis                  | derde kwart 19e eeuw                                                 |                              | Oosthaven 51                                                       | 52° 0' 30" NB, 4° 42' 47" OL  | 16893  | Meer afbeeldingen |
| Pand met statige lijstgevel in Lodewijk XIV-stijl | Woonhuis                  | ca. 1800 (deur)                                                      |                              | Oosthaven 52                                                       | 52° 0' 30" NB, 4° 42' 46" OL  | 16894  | Meer afbeeldingen |
| Pand met gevel xviiib met verdiepte lijst en gesneden consoles, vroeg lod | Woonhuis                  | tweede kwart 18e eeuw                                                |                              | Oosthaven 54                                                       | 52° 0' 30" NB, 4° 42' 48" OL  | 16895  | Meer afbeeldingen |
| Pand met gepleisterde lijstgevel | Woonhuis                  | eerste kwart 19e eeuw                                                |                              | Oosthaven 55                                                       | 52° 0' 29" NB, 4° 42' 48" OL  | 16896  | Meer afbeeldingen |
| Pand met lijstgevel in lod | Woonhuis                  |                                                                      |                              | Oosthaven 56                                                       | 52° 0' 29" NB, 4° 42' 48" OL  | 16897  | Meer afbeeldingen |
| Klimmende Leeuw/Drie Snuiters | Woonhuis                  |                                                                      |                              | Oosthaven 57                                                       | 52° 0' 29" NB, 4° 42' 47" OL  | 16898  | Meer afbeeldingen |
| Twee huizen achter een gepleisterde lijstgevel met Lod.XIV-consoles onder de kroonlijst en stucversieringen. Inwendig een Lod.XV-plafond | Werk-woonhuis             | derde kwart 19e eeuw                                                 |                              | Oosthaven 58                                                       | 52° 0' 29" NB, 4° 42' 48" OL  | 16899  | Meer afbeeldingen |
| De Sterke Samsom | Woonhuis                  | ca. 1800 (bovenlicht)                                                |                              | Oosthaven 68                                                       | 52° 0' 27" NB, 4° 42' 49" OL  | 16900  | Meer afbeeldingen |
| Pand met eenvoudige lijstgevel met gewijzigde pui, empire schuiframen in de verdieping en dakvenster met vleugelstukken | Woonhuis                  | ca. 1800                                                             |                              | Oosthaven 69                                                       | 52° 0' 27" NB, 4° 42' 49" OL  | 16901  | Meer afbeeldingen |
| Pand met tuitgeveltje met fronton op de hoek van de 'punt' | Woonhuis                  | eerste helft 18e eeuw (gevel) 17e eeuw (huis)                        |                              | Oosthaven 72                                                       | 52° 0' 26" NB, 4° 42' 50" OL  | 16902  | Meer afbeeldingen |
| Pand met eenvoudige lijstgevel | Werk-woonhuis             | midden 19e eeuw                                                      |                              | Peperstraat 62                                                     | 52° 0' 31" NB, 4° 42' 39" OL  | 16904  | Meer afbeeldingen |
| Pakhuis met gepleisterde gevel onder rechte lijst | Opslag                    | mogelijk 18e eeuw                                                    |                              | Peperstraat 64                                                     | 52° 0' 31" NB, 4° 42' 40" OL  | 16905  | Meer afbeeldingen |
| Pand met goede lijstgevel, waarin gave onderpui en vensters met oude roedenverdeling | Werk-woonhuis             | mogelijk eerste helft 19e eeuw                                       |                              | Peperstraat 66                                                     | 52° 0' 31" NB, 4° 42' 39" OL  | 16906  | Meer afbeeldingen |
| Pand met eenvoudige lijstgevel | Werk-woonhuis             | mogelijk eerste helft 19e eeuw                                       |                              | Peperstraat 68                                                     | 52° 0' 31" NB, 4° 42' 40" OL  | 16907  | Pand met eenvoudige lijstgevel |
| Hoekpand met eenvoudige lijstgevel | Werk-woonhuis             | midden 19e eeuw                                                      |                              | Peperstraat 70                                                     | 52° 0' 31" NB, 4° 42' 40" OL  | 16908  | Meer afbeeldingen |
| Pand met gepleisterde lijstgevel met enigszins gewijzigde pui, waarin deuromlijsting met gecanneleerde pilasters en bovenlicht | Woonhuis                  | tweede helft 18e eeuw                                                |                              | Peperstraat 74                                                     | 52° 0' 30" NB, 4° 42' 40" OL  | 16909  | Meer afbeeldingen |
| Pand met lijstgevel | Woonhuis                  | midden 19e eeuw                                                      |                              | Peperstraat 76, 78                                                 | 52° 0' 30" NB, 4° 42' 41" OL  | 16910  | Meer afbeeldingen |
| Pand met lijstgevel met geprofileerde vensterdorpels en roedenverdeling in stijl | Woonhuis                  | 1871 (gevelsteentje)                                                 |                              | Peperstraat 80, 82                                                 | 52° 0' 30" NB, 4° 42' 41" OL  | 16911  | Meer afbeeldingen |
| Pand met brede tuitgevel met hoekvoluten op geprofileerde zijdekplaten | Woonhuis                  | 18e eeuw                                                             |                              | Peperstraat 84                                                     | 52° 0' 30" NB, 4° 42' 41" OL  | 16912  | Meer afbeeldingen |
| Pand met tuitgevel, oorspronkelijk trapgevel met geprofileerde zijdekstukken | Werk-woonhuis             |                                                                      |                              | Peperstraat 92, 94, 96                                             | 52° 0' 29" NB, 4° 42' 41" OL  | 16913  | Meer afbeeldingen |
| Pand met lijstgevel met muurdammen, kroonlijst, waarin spiegels en consoles en geprofileerde vensterdorpels | Werk-woonhuis             |                                                                      |                              | Peperstraat 102                                                    | 52° 0' 29" NB, 4° 42' 41" OL  | 16914  | Meer afbeeldingen |
| Pakhuis met zadeldak | Woonhuis                  | tweede helft 18e eeuw                                                |                              | Peperstraat 124, Zwaansgat 4, 8, 10, 16, 18, 20, 22, 24            | 52° 0' 27" NB, 4° 42' 42" OL  | 16915  | Meer afbeeldingen |
| Pand met gewijzigde trapgevel met gewijzigde pui, geprofileerde puibalk en in de gevel natuurstenen banden, twee maskers, fraaie gevelsteen 'in haestrecht', muurankers en vensters met een roedenver | Werk-woonhuis             | eerste kwart 17e eeuw 18e eeuw (gevelsteen)                          |                              | Peperstraat 142                                                    | 52° 0' 26" NB, 4° 42' 45" OL  | 16916  | Meer afbeeldingen |
| Haastrechtse Molen | Industrie- en poldermolen | 1862                                                                 |                              | Provincialeweg West 64                                             | 52° 0' 24" NB, 4° 44' 15" OL  | 16918  | Meer afbeeldingen |
| 't Slot | Industrie- en poldermolen | 1832                                                                 |                              | Punt 17                                                            | 52° 0' 26" NB, 4° 42' 53" OL  | 16919  | Meer afbeeldingen |
| Weeshuis | Sociale zorg, liefdadigh. | 1642 (jaartal)                                                       |                              | Spieringstraat 1                                                   | 52° 0' 38" NB, 4° 42' 47" OL  | 16920  | Meer afbeeldingen |
| Weeshuis | Werk-woonhuis             | ca. 1800                                                             |                              | Spieringstraat 1                                                   | 52° 0' 38" NB, 4° 42' 47" OL  | 16921  | Meer afbeeldingen |
| Pand met lijstgevel gepleisterd | Werk-woonhuis             | 18e eeuw                                                             |                              | Spieringstraat 1                                                   | 52° 0' 38" NB, 4° 42' 47" OL  | 16922  | Pand met lijstgevel gepleisterd |
| Pand met puntgevel met in het zoldervenster de oorspronkelijke roedenverdeling | Woonhuis                  | 18e eeuw                                                             |                              | Spieringstraat 4                                                   | 52° 0' 36" NB, 4° 42' 47" OL  | 16923  | Meer afbeeldingen |
| In de Spieringen, pand met gepleisterde puntgevel met in het zoldervenster de oorspronkelijke roedenverdeling | Woonhuis                  | 18e eeuw                                                             |                              | Spieringstraat 6                                                   | 52° 0' 36" NB, 4° 42' 47" OL  | 16924  | Meer afbeeldingen |
| Pand met gepleisterde puntgevel met in het zoldervenster de oorspronkelijke roedenverdeling | Woonhuis                  | 18e eeuw                                                             |                              | Spieringstraat 8                                                   | 52° 0' 36" NB, 4° 42' 47" OL  | 16925  | Meer afbeeldingen |
| Pand met gepleisterde puntgevel met in het zoldervenster de oorspronkelijke roedenverdeling | Woonhuis                  | 18e eeuw                                                             |                              | Spieringstraat 10                                                  | 52° 0' 36" NB, 4° 42' 47" OL  | 16926  | Meer afbeeldingen |
| Swanenburgh's hofje | Sociale zorg, liefdadigh. | 1692                                                                 |                              | Swanenburghshofje 1, 2, 3, 4, 5, 6, 7, 8, 9, 10, 11                | 52° 0' 37" NB, 4° 42' 50" OL  | 16927  | Meer afbeeldingen |
| De Vier Heemskinderen, een hoekpand met hoog schilddak en voorgevel | Werk-woonhuis             | 17e of 19e eeuw                                                      |                              | Achter de Kerk 9 j, Wijdstraat 2                                   | 52° 0' 38" NB, 4° 42' 37" OL  | 16928  | De Vier Heemskinderen, een hoekpand met hoog schilddak en voorgevel |
| Pand met lijstgevel | Woonhuis                  | tweede kwart 19e eeuw                                                |                              | Turfmarkt 3, 5                                                     | 52° 0' 44" NB, 4° 42' 31" OL  | 16929  | Pand met lijstgevel |
| Voormalige synagoge van Gouda | Kerk en kerkonderdeel     | ca. 1800                                                             |                              | Turfmarkt 23                                                       | 52° 0' 43" NB, 4° 42' 29" OL  | 16930  | Meer afbeeldingen |
| Pand met gepleisterde, ingezwenkte gevel onder lijst met sculptuurfragmenten: sluitstenen met putto-kopjes boven de vensters, console met putto-kop tussen de vensters onder de ontlastingsbogen van de verdieping, zijvoluten op geprofileerde dekplaten, geprofileerde waterlijst. Muurankers | Woonhuis                  | 17e eeuw                                                             |                              | Turfmarkt 85                                                       | 52° 0' 40" NB, 4° 42' 25" OL  | 16931  | Meer afbeeldingen |
| Pand met tot ingezwenkte lijstgevel gewijzigde trapgevel, gepleisterd. Natuurstenen banden. De vensters van de verdieping hebben geblokte ontlastingsbogen. Pui | Woonhuis                  | 17e eeuw (pand) 18e eeuw (pui)                                       |                              | Turfmarkt 89                                                       | 52° 0' 40" NB, 4° 42' 25" OL  | 16932  | Meer afbeeldingen |
| Pand met klokgevel met zijvoluten en geprofileerd, segmentvormig topfronton, waarin schelpmotief (Lod.XIV). Pui; Empire ramen | Woonhuis                  | tweede kwart 18e eeuw (pand) laatste kwart 19e eeuw (pui)            |                              | Turfmarkt 107                                                      | 52° 0' 40" NB, 4° 42' 24" OL  | 16933  | Meer afbeeldingen |
| Pand met klokgevel met hoekvoluten, contourversieringen en geprofileerde, segmentvormige afdekking met kuif (Lod.XV). Hardstenen plint, geprofileerde, hardstenen vensterdorpels, gesneden deur, kalf en bovenlicht | Woonhuis                  | derde kwart 18e eeuw (pand)                                          |                              | Turfmarkt 109                                                      | 52° 0' 40" NB, 4° 42' 24" OL  | 16934  | Meer afbeeldingen |
| Pand met gevel van zes vensterassen onder rijk gesneden kroonlijst (Lod.XIV) met zeven consoles. Hardstenen plint, gesneden deur met kalf en bovenlicht in stijl Lod.XIV. Empire-schuiframen. Stoep met smeedijzeren stoephekken | Woonhuis                  | ca. 1800 (deur)                                                      |                              | Turfmarkt 111                                                      | 52° 0' 40" NB, 4° 42' 24" OL  | 16935  | Meer afbeeldingen |
| Pand met lijstgevel. Twee vensterassen breed. Parterre gepleisterd | Woonhuis                  | derde kwart 19e eeuw                                                 | A. Oudijk ?                  | Turfmarkt 113                                                      | 52° 0' 40" NB, 4° 42' 24" OL  | 16936  | Meer afbeeldingen |
| Pand met lijstgevel. Twee vensterassen breed. Houten fronton, parterre gepleisterd | Woonhuis                  | derde kwart 19e eeuw                                                 | A. Oudijk ?                  | Turfmarkt 115                                                      | 52° 0' 40" NB, 4° 42' 24" OL  | 16937  | Meer afbeeldingen |
| Pand met lijstgevel. Twee vensterassen breed. Parterre gepleisterd | Woonhuis                  | derde kwart 19e eeuw                                                 | A. Oudijk ?                  | Turfmarkt 117                                                      | 52° 0' 39" NB, 4° 42' 23" OL  | 16938  | Meer afbeeldingen |
| Pand met tot ingezwenkte gevel met lijst veranderde trapgevel, waarvan de zijafdekplaten onderaan nog bewaard zijn. Gevel gesausd, ramen en pui modern. Gevelsteen, met cartouche en engelenkopje | Werk-woonhuis             | 1661                                                                 |                              | Turfmarkt 38                                                       | 52° 0' 45" NB, 4° 42' 31" OL  | 16939  | Meer afbeeldingen |
| Pand met tot ingezwenkte gevel met lijst veranderde topgevel, waarvan de zijafdekplaten onderaan nog bewaard zijn. Gedateerd in cartouche | Werk-woonhuis             | 1685                                                                 |                              | Turfmarkt 42                                                       | 52° 0' 45" NB, 4° 42' 31" OL  | 16940  | Meer afbeeldingen |
| Patriciershuis achter gevel onder lijst met gesneden Lodewijk XIV-consoles. Geprofileerde hardstenen vensterdorpels | Werk-woonhuis             | tweede kwart 18e eeuw                                                |                              | Turfmarkt 50                                                       | 52° 0' 44" NB, 4° 42' 30" OL  | 16941  | Meer afbeeldingen |
| Pand met achterhuis | Werk-woonhuis             | 17e eeuw (pand) 19e eeuw (achterhuis)                                |                              | Turfmarkt 70                                                       | 52° 0' 43" NB, 4° 42' 28" OL  | 16942  | Meer afbeeldingen |
| Pand met tot ingezwenkte lijstgevel verbouwde klokgevel. Rococo-voluten op de hoeken. Gevel gepleisterd. Huis van parterre, verdieping en zolderverdieping met gewijzigde pui en late Empire schuiframen. Hoge kap | Werk-woonhuis             | derde kwart 18e eeuw                                                 |                              | Turfmarkt 72, 74                                                   | 52° 0' 43" NB, 4° 42' 28" OL  | 16943  | Meer afbeeldingen |
| Pand met gepleisterde, ingezwenkte gevel onder lijst. Goede kap | Winkel                    | mogelijk 18e eeuw                                                    |                              | Turfmarkt 76, 78                                                   | 52° 0' 43" NB, 4° 42' 28" OL  | 16944  | Meer afbeeldingen |
| Pand met gepleisterde lijstgevel met stucdecoratie boven de vensters. Parterre, verdieping en mezzanino. Oude kap | Werk-woonhuis             | derde kwart 19e eeuw                                                 |                              | Turfmarkt 82                                                       | 52° 0' 43" NB, 4° 42' 28" OL  | 16945  | Meer afbeeldingen |
| Hoekpand Lange Dwarsstraat met afgewolfd zadeldak. Gepleisterde lijstgevel. Mezzanino | Werk-woonhuis             | 17e/19e eeuw                                                         |                              | Turfmarkt 90                                                       | 52° 0' 43" NB, 4° 42' 27" OL  | 16946  | Hoekpand Lange Dwarsstraat met afgewolfd zadeldak. Gepleisterde lijstgevel. Mezzanino                                                                                  |
| Pand met gepleisterde lijstgevel voor huis met hoog schilddak | Woonhuis                  | eerste helft 19e eeuw (pand) 17e eeuw (huis)                         |                              | Turfmarkt 102                                                      | 52° 0' 42" NB, 4° 42' 25" OL  | 16947  | Meer afbeeldingen |
| Pand met gepleisterde klokgevel met geprofileerd, segmentvormig fronton en Empire schuiframen in de verdiepingen | Woonhuis                  | 18e eeuw                                                             |                              | Turfmarkt 112, 112a                                                | 52° 0' 42" NB, 4° 42' 25" OL  | 16948  | Meer afbeeldingen |
| Pand met tot ingezwenkte gevel met lijst gewijzigde klokgevel, waarvan de zijvoluten bewaard zijn. Mooie kap | Werk-woonhuis             | 18e eeuw                                                             |                              | Turfmarkt 116                                                      | 52° 0' 42" NB, 4° 42' 24" OL  | 16949  | Meer afbeeldingen |
| Pand met lijstgevel met goed bewaarde pui en schuiframen | Werk-woonhuis             | tweede kwart 19e eeuw                                                |                              | Turfmarkt 118                                                      | 52° 0' 41" NB, 4° 42' 24" OL  | 16950  | Meer afbeeldingen |
| Pand met lijstgevel met hardstenen pui en empire-ramen met gesneden middenstijlen in de verdiepingen | Vergadering en vereniging | eerste kwart 19e eeuw                                                |                              | Turfmarkt 120                                                      | 52° 0' 41" NB, 4° 42' 24" OL  | 16951  | Meer afbeeldingen |
| Pand met ingezwenkte gevel met lijst en in de verdieping schuiframen | Woonhuis                  | mogelijk eerste kwart 19e eeuw                                       |                              | Turfmarkt 128                                                      | 52° 0' 41" NB, 4° 42' 23" OL  | 16952  | Pand met ingezwenkte gevel met lijst en in de verdieping schuiframen                                                                                                   |
| Admiraalshuis | Woonhuis                  | 18e eeuw (voorkamer)                                                 |                              | Turfmarkt 142                                                      | 52° 0' 40" NB, 4° 42' 22" OL  | 16953  | Meer afbeeldingen |
| Trappenbrug | Brug                      | 18e eeuw                                                             |                              | Turfmarkt bij 47                                                   | 52° 0' 43" NB, 4° 42' 28" OL  | 16954  | Meer afbeeldingen |
| Sluiswachtershuis Mallegatsluis | Dienstwoning              | 1763 (bouw) 1884 (hersteld) 1941 (verbouwd)                          |                              | Veerstal 9, 11, 13                                                 | 52° 0' 24" NB, 4° 42' 43" OL  | 16955  | Meer afbeeldingen |
| Twee gevelstenen in de Mallegatsluis | Waterkering en -doorlaat  |                                                                      |                              | Veerstal bij 13                                                    | 52° 0' 24" NB, 4° 42' 42" OL  | 16956  | Meer afbeeldingen |
| De Roode Leeuw | Industrie- en poldermolen | 1771                                                                 |                              | Vest 65                                                            | 52° 0' 27" NB, 4° 42' 28" OL  | 16957  | Meer afbeeldingen |
| Vrouwetoren | Kerk en kerkonderdeel     | laatste kwart 16e eeuw                                               |                              | Vrouwesteeg 34                                                     | 52° 0' 48" NB, 4° 42' 29" OL  | 16958  | Meer afbeeldingen |
| Het Bespaarhuis | Werk-woonhuis             | derde kwart 18e eeuw                                                 |                              | Hoge Gouwe 1, Westhaven 1                                          | 52° 0' 36" NB, 4° 42' 37" OL  | 16959  | Het Bespaarhuis |
| Pand met lijstgevel met overkraagde verdiepingen | Werk-woonhuis             | 18e eeuw                                                             |                              | Westhaven 6                                                        | 52° 0' 36" NB, 4° 42' 37" OL  | 16960  | Meer afbeeldingen |
| Voormalige Muziekschool (Westhaven 12) | Vergadering en vereniging |                                                                      |                              | Westhaven 12                                                       | 52° 0' 35" NB, 4° 42' 39" OL  | 16961  | Meer afbeeldingen |
| Pand met gevel met rijk gesneden kroonlijst en consoles, lod | Woonhuis                  | tweede kwart 18e eeuw                                                |                              | Westhaven 13                                                       | 52° 0' 35" NB, 4° 42' 39" OL  | 16962  | Meer afbeeldingen |
| Voormalige apotheek Westhaven 14 | Werk-woonhuis             | 1757 (gevelsteen)                                                    |                              | Westhaven 14                                                       | 52° 0' 35" NB, 4° 42' 39" OL  | 16963  | Meer afbeeldingen |
| De engel | Werk-woonhuis             | tweede helft 19e eeuw (gevel) 1725 (opschrift)                       |                              | Westhaven 15                                                       | 52° 0' 35" NB, 4° 42' 39" OL  | 16964  | Meer afbeeldingen |
| De Vlasblom | Woonhuis                  | derde kwart 18e eeuw                                                 |                              | Westhaven 19                                                       | 52° 0' 34" NB, 4° 42' 39" OL  | 16965  | Meer afbeeldingen |
| Westhaven 21 | Woonhuis                  |                                                                      |                              | Westhaven 21                                                       | 52° 0' 34" NB, 4° 42' 40" OL  | 16966  | Westhaven 21 |
| Westhaven 26 | Woonhuis                  | laatste kwart 18e eeuw                                               |                              | Westhaven 26                                                       | 52° 0' 33" NB, 4° 42' 41" OL  | 16967  | Meer afbeeldingen |
| Concordia. Oorspronkelijk een patriciër woning. Vanaf 1887, is het huis in bezit van de Rooms Katholieke Leesvereniging. De naam Concordia heeft betrekking op de in 1902 in de tuin aangebouwde schouwburgzaal. Huis uit 1762 met gevel onder verdiepte kroonlijst, met Lodewijk XIV consoles versierde middenpartij. Gesneden deur in vroege Lodewijk XV-vormen. Binnen is een gesneden trapleuning in Lodewijk XV stijl.                    | Woonhuis                  | 1762                                                                 |                              | Westhaven 27                                                       | 52° 0' 33" NB, 4° 42' 41" OL  | 16968  | Meer afbeeldingen |
| Pand met gepleisterde lijstgevel met stucversieringen | Woonhuis                  | derde kwart 19e eeuw (gevel)                                         |                              | Westhaven 28                                                       | 52° 0' 33" NB, 4° 42' 41" OL  | 16969  | Meer afbeeldingen |
| De Moriaan | Werk-woonhuis             | ca. f1625                                                            |                              | Westhaven 29                                                       | 52° 0' 33" NB, 4° 42' 42" OL  | 16970  | Meer afbeeldingen |
| Westhaven 34 vroeger woonhuis Ary Blanken, waterbouwkundige | Vergadering en vereniging | 18e eeuw (roedeverdeling)                                            |                              | Westhaven 34                                                       | 52° 0' 32" NB, 4° 42' 42" OL  | 16971  | Meer afbeeldingen |
| Hoekpand achter lijstgevel met ingezwenkte zijkanten. Van de zijgevel is het achterste deel overkraagd. Consoles onder de gootlijst. Mooi schilddak | Werk-woonhuis             | 17e eeuw                                                             |                              | Korte Noodgodsstraat 2, 2a, 2b, Westhaven 36                       | 52° 0' 31" NB, 4° 42' 42" OL  | 16972  | Meer afbeeldingen |
| Voormalig postkantoor | Woonhuis                  | derde kwart 19e eeuw (gevel)                                         |                              | Westhaven 37                                                       | 52° 0' 31" NB, 4° 42' 43" OL  | 16973  | Meer afbeeldingen |
| Pand met lijstgevel met mooi voegwerk, stucversieringen en consoles onder de kroonlijst | Woonhuis                  | derde kwart 19e eeuw (gevel)                                         |                              | Westhaven 39                                                       | 52° 0' 31" NB, 4° 42' 43" OL  | 16974  | Meer afbeeldingen |
| De Wilde Man | Werk-woonhuis             | eerste kwart 17e eeuw 1960 (rest.)                                   |                              | Westhaven 40                                                       | 52° 0' 30" NB, 4° 42' 44" OL  | 16975  | Meer afbeeldingen |
| Voormalige Montagnekliniek | Werk-woonhuis             | mogelijk 18e eeuw (oorsprong) derde kwart 19e eeuw                   |                              | Peperstraat 45, Westhaven 42, Westhaven 42 a                       | 52° 0' 30" NB, 4° 42' 43" OL  | 16976  | Meer afbeeldingen |
| Pand met gepleisterde lijstgevel met in de, door lod | Werk-woonhuis             | 1738 (jaartal)                                                       |                              | Westhaven 43                                                       | 52° 0' 30" NB, 4° 42' 44" OL  | 16977  | Meer afbeeldingen |
| Pand met hoge, gepleisterde lijstgevel met deuromlijsting, met consoles, en empire ramen | Woonhuis                  | tweede of derde kwart 19e eeuw                                       |                              | Westhaven 44                                                       | 52° 0' 30" NB, 4° 42' 44" OL  | 16978  | Meer afbeeldingen |
| Pand met ingezwenkt geveltje onder lijst | Woonhuis                  | 17e eeuw (oorsprong) eerste helft 19e eeuw (verbouwd)                |                              | Westhaven 45                                                       | 52° 0' 30" NB, 4° 42' 44" OL  | 16979  | Meer afbeeldingen |
| Pand met lijstgevel gepleisterd, met mezzanino | Woonhuis                  | eerste helft 19e eeuw                                                |                              | Westhaven 49, 50                                                   | 52° 0' 29" NB, 4° 42' 45" OL  | 16980  | Meer afbeeldingen |
| Den Leeuwenburgh | Woonhuis                  | derde kwart 17e eeuw (gevel) ca. 1800 (deur)                         |                              | Westhaven 51                                                       | 52° 0' 29" NB, 4° 42' 45" OL  | 16981  | Meer afbeeldingen |
| Voormalig gymnasium burgemeesterswoning Willem van Strijen woning De Lange van Wijngaerden | Handel en kantoor         | tweede helft 17e eeuw                                                |                              | Westhaven 52                                                       | 52° 0' 29" NB, 4° 42' 45" OL  | 16982  | Meer afbeeldingen |
| 't Vlaschvadt | Werk-woonhuis             | tweede helft 18e eeuw                                                |                              | Westhaven 53                                                       | 52° 0' 28" NB, 4° 42' 45" OL  | 16983  | Meer afbeeldingen |
| Huis met zadeldak en dakvenster | Woonhuis                  | ca. 1800                                                             |                              | Westhaven 55                                                       | 52° 0' 28" NB, 4° 42' 46" OL  | 16984  | Meer afbeeldingen |
| Pand met tuitgeveltje met fronton | Werk-woonhuis             | 18e eeuw (pand) derde kwart 19e eeuw (pui)                           |                              | Westhaven 56                                                       | 52° 0' 28" NB, 4° 42' 46" OL  | 16985  | Meer afbeeldingen |
| Pand met ingezwenkte gevel onder lijst | Werk-woonhuis             | eerste helft 19e eeuw (gevel) derde kwart 19e eeuw (winkelpui)       |                              | Westhaven 57                                                       | 52° 0' 28" NB, 4° 42' 46" OL  | 16986  | Meer afbeeldingen |
| Pand met lijstgevel met klesoortjes | Woonhuis                  | 18e eeuw (gevel) 19e eeuw (deur)                                     |                              | Westhaven 58                                                       | 52° 0' 28" NB, 4° 42' 46" OL  | 16987  | Meer afbeeldingen |
| Pand met lijstgevel, boven | Woonhuis                  | 18e/19e eeuw                                                         |                              | Westhaven 62                                                       | 52° 0' 27" NB, 4° 42' 47" OL  | 16988  | Meer afbeeldingen |
| Het Ossenhooft | Woonhuis                  | laatste kwart 18e eeuw                                               |                              | Westhaven 63                                                       | 52° 0' 27" NB, 4° 42' 47" OL  | 16989  | Meer afbeeldingen |
| Pand met ingezwenkte gevel onder rechte lijst | Werk-woonhuis             | tweede helft 18e eeuw                                                |                              | Westhaven 64                                                       | 52° 0' 27" NB, 4° 42' 47" OL  | 16990  | Meer afbeeldingen |
| Huize Endenburg (of Het Groote Huis) | Woonhuis                  | eerste helft 16e eeuw                                                |                              | Westhaven 65                                                       | 52° 0' 27" NB, 4° 42' 47" OL  | 16991  | Meer afbeeldingen |
| Pand met gepleisterde lijstgevel voor huis met hoog schilddak | Woonhuis                  | derde kwart 19e eeuw (gevel) mogelijk 17e eeuw (huis)                |                              | Westhaven 69, 70                                                   | 52° 0' 26" NB, 4° 42' 48" OL  | 16992  | Meer afbeeldingen |
| Hoek Veerstal | Woonhuis                  |                                                                      |                              | Westhaven 71, 72, 71a                                              | 52° 0' 26" NB, 4° 42' 48" OL  | 16993  | Meer afbeeldingen |
| Het Tolhuis | Overheidsgebouw           | 1631 (jaartal)                                                       |                              | Westhaven 73, 74                                                   | 52° 0' 26" NB, 4° 42' 48" OL  | 16994  | Meer afbeeldingen |
| Willem Vroesenhuis | Sociale zorg, liefdadigh. | 1614 (cartouche)                                                     |                              | Willem Vroesenplein 2 t/m 19 even/oneven, Spieringstraat 2a        | 52° 0' 38" NB, 4° 42' 46" OL  | 16995  | Meer afbeeldingen |
| De Witte Lelie, pand met gepleisterde lijstgevel | Werk-woonhuis             | eerste helft 19e eeuw                                                |                              | Wijdstraat 3                                                       | 52° 0' 38" NB, 4° 42' 35" OL  | 16996  | Meer afbeeldingen |
| Pand met gevel onder rijk gesneden Lodewijk XIV kroonlijst | Werk-woonhuis             | 1725 (jaartal)                                                       |                              | Wijdstraat 5, 7, 5a                                                | 52° 0' 38" NB, 4° 42' 36" OL  | 16997  | Meer afbeeldingen |
| De Gulden Wereld - Pand met gepleisterde lijstgevel met stucversieringen | Woonhuis                  | derde kwart 19e eeuw                                                 |                              | Wijdstraat 9                                                       | 52° 0' 38" NB, 4° 42' 35" OL  | 16998  | Meer afbeeldingen |
| Pand met klokgevel met natuurstenen, geprofileerde en gelobde afdekking en voluten op geprofileerde dekplaten | Werk-woonhuis             | tweede kwart 18e eeuw                                                |                              | Wijdstraat 13                                                      | 52° 0' 38" NB, 4° 42' 36" OL  | 16999  | Meer afbeeldingen |
| De Vergulde Pauw, pand met tot tuitgevel gewijzigde trapgevel waarvan de zijdekplaten bewaard zijn | Werk-woonhuis             | mogelijk 17e eeuw                                                    |                              | Wijdstraat 25                                                      | 52° 0' 39" NB, 4° 42' 36" OL  | 17000  | De Vergulde Pauw, pand met tot tuitgevel gewijzigde trapgevel waarvan de zijdekplaten bewaard zijn                                                                     |
| Pand met lijstgevel | Werk-woonhuis             | midden 19e eeuw                                                      |                              | Wijdstraat 29                                                      | 52° 0' 39" NB, 4° 42' 35" OL  | 17001  | Meer afbeeldingen |
| Het Ossehoofd | Woonhuis                  | tweede kwart 18e eeuw                                                |                              | Wijdstraat 39                                                      | 52° 0' 40" NB, 4° 42' 35" OL  | 17002  | Het Ossehoofd |
| Virginie v/h De Koperen Pot | Werk-woonhuis             | tweede kwart 18e eeuw                                                |                              | Wijdstraat 41                                                      | 52° 0' 40" NB, 4° 42' 36" OL  | 17003  | Virginie v/h De Koperen Pot |
| Pand met tuitgeveltje met fronton | Woonhuis                  | 18e eeuw                                                             |                              | Wijdstraat 10                                                      | 52° 0' 39" NB, 4° 42' 37" OL  | 17004  | Meer afbeeldingen |
| Den Witten Haan | Werk-woonhuis             | mogelijk 17e eeuw (pand) derde kwart 19e eeuw (gevel)                |                              | Wijdstraat 14                                                      | 52° 0' 39" NB, 4° 42' 37" OL  | 17005  | Meer afbeeldingen |
| Pand met verminkte topgevel | Werk-woonhuis             | 17e eeuw                                                             |                              | Achter de Kerk 9b, Wijdstraat 18                                   | 52° 0' 39" NB, 4° 42' 37" OL  | 17006  | Pand met verminkte topgevel |
| De Eenhoorn | Werk-woonhuis             | 17e eeuw (pand) derde kwart 19e eeuw (lijstgevel)                    |                              | Wijdstraat 20                                                      | 52° 0' 39" NB, 4° 42' 37" OL  | 17007  | Meer afbeeldingen |
| Pand met lijstgevel | Werk-woonhuis             | tweede kwart 19e eeuw                                                |                              | Wijdstraat 24                                                      | 52° 0' 39" NB, 4° 42' 37" OL  | 17008  | Meer afbeeldingen |
| Den Vergulden Toelast | Werk-woonhuis             | mogelijk 16e eeuw                                                    |                              | Wijdstraat 26                                                      | 52° 0' 40" NB, 4° 42' 37" OL  | 17009  | Meer afbeeldingen |
| Hofje van Jongkind | Erfscheiding              | 1702                                                                 |                              | Vrouwepoort 3                                                      | 52° 0' 46" NB, 4° 42' 31" OL  | 17010  | Meer afbeeldingen |
| Hoekpand met gepleisterde lijstgevel | Werk-woonhuis             | 18e eeuw                                                             |                              | Cappenersteeg 1, Zeugstraat 44                                     | 52° 0' 44" NB, 4° 42' 44" OL  | 17011  | Meer afbeeldingen |
| Pand met tot ingezwenkte lijstgevel verbouwde trapgevel waarvan de geprofileerde zij-afdekstukken bewaard zijn | Woonhuis                  | mogelijk 17e eeuw                                                    |                              | Zeugstraat 48, 50                                                  | 52° 0' 44" NB, 4° 42' 44" OL  | 17012  | Meer afbeeldingen |
| Pand met lijstgevel | Werk-woonhuis             | midden 19e eeuw                                                      |                              | Zeugstraat 54                                                      | 52° 0' 44" NB, 4° 42' 44" OL  | 17013  | Meer afbeeldingen |
| Pand met gepleisterde trapgevel, gedateerd in cartouche | Werk-woonhuis             | 1637 (jaartal)                                                       |                              | Zeugstraat 64                                                      | 52° 0' 45" NB, 4° 42' 43" OL  | 17014  | Meer afbeeldingen |
| Pand met lijstgevel met stucversieringen boven de vensters | Werk-woonhuis             | derde kwart 19e eeuw                                                 |                              | Zeugstraat 78                                                      | 52° 0' 45" NB, 4° 42' 42" OL  | 17015  | Pand met lijstgevel met stucversieringen boven de vensters |
| Pand met lijstgevel met onder de kroonlijst stucconsoles | Werk-woonhuis             | laatste kwart 19e eeuw                                               |                              | Zeugstraat 82                                                      | 52° 0' 46" NB, 4° 42' 42" OL  | 17016  | Pand met lijstgevel met onder de kroonlijst stucconsoles |
| Sint Elisabeth Gasthuis | Sociale zorg, liefdadigh. | derde kwart 17e eeuw                                                 |                              | Achter de Kerk bij 14                                              | 52° 0' 41" NB, 4° 42' 42" OL  | 17017  | Meer afbeeldingen |
| Oude brugleuningen en walhekken | Brug                      |                                                                      |                              | Diversen                                                           | 52° 0' 40" NB, 4° 42' 41" OL  | 17019  | Meer afbeeldingen |
| Dirck Crabethbrug | Brug                      | 1867                                                                 |                              | Lage Gouwe 178                                                     | 52° 0' 37" NB, 4° 42' 43" OL  | 17020  | Meer afbeeldingen |
| Pand met verdieping en mezzanino onder met pannen gedekt schilddak, en voorzien van een midden-19e-eeuwse, witgepleisterde lijstgevel | Woonhuis                  | wellicht 18e eeuw                                                    |                              | Turfmarkt 68                                                       | 52° 0' 43" NB, 4° 42' 28" OL  | 325029 | Meer afbeeldingen |
| Aula | Begraafplaats en -onderdl | ca. 1840                                                             |                              | Prins Hendrikstraat 1, 3                                           | 52° 0' 22" NB, 4° 42' 25" OL  | 333054 | Meer afbeeldingen |
| Stolwijkersluis | Waterkering en -doorlaat  | 1799-1800                                                            |                              | Gouderaksedijk 0                                                   | 52° 0' 19" NB, 4° 43' 4" OL   | 333059 | Meer afbeeldingen |
| De Drie Notenboomen | Industrie                 | midden 19e eeuw                                                      |                              | Kattensingel 2                                                     | 52° 0' 46" NB, 4° 42' 5" OL   | 343338 | Meer afbeeldingen |
| Boerderij met rieten zadeldak en puntgevel met bewerkte daklijst en driedelig zoldervenster | Boerderij                 | 1874                                                                 |                              | Bloemendaalseweg 46                                                | 52° 1' 49" NB, 4° 41' 55" OL  | 41943  | Meer afbeeldingen |
| Ouders-Vrucht | Boerderij                 | 1861 (jaartal)                                                       |                              | Bloemendaalseweg 50                                                | 52° 1' 44" NB, 4° 42' 1" OL   | 41944  | Meer afbeeldingen |
| Houtmansplantsoen | Tuin, park en plantsoen   | 1829                                                                 |                              | Houtmansplantsoen                                                  | 52° 0' 30" NB, 4° 42' 55" OL  | 517573 | Meer afbeeldingen |
| Gedenkteken A. A. van Bergen IJzendoorn | Gedenkteken               | 1895                                                                 | Willem Kromhout              | Houtmansplantsoen                                                  | 52° 0' 30" NB, 4° 42' 55" OL  | 517574 | Meer afbeeldingen |
| Muziektent in het Houtmansplantsoen | Welzijn, kunst en cultuur | 1875-1900                                                            |                              | Houtmansplantsoen                                                  | 52° 0' 29" NB, 4° 42' 55" OL  | 517575 | Meer afbeeldingen |
| Monument voor Cornelis en Frederik de Houtman | Gedenkteken               | 1880                                                                 |                              | Houtmansplantsoen                                                  | 52° 0' 30" NB, 4° 42' 55" OL  | 517576 | Meer afbeeldingen |
| 'Wilhelmina'- of gedenkboom | Gedenkteken               | 1898                                                                 |                              | Houtmansplantsoen                                                  | 52° 0' 30" NB, 4° 42' 55" OL  | 517577 | Meer afbeeldingen |
| Militair Ziekenhuis | Gezondheidszorg           | 1876                                                                 |                              | IJssellaan 2 / Karnemelksloot 20                                   | 52° 0' 46" NB, 4° 43' 1" OL   | 517579 | Meer afbeeldingen |
| Dienstgebouwtje Militair Ziekenhuis | Dienstwoning              | 1876                                                                 |                              | IJssellaan bij 2 / Karnemelksloot bij 20                           | 52° 0' 46" NB, 4° 43' 1" OL   | 517580 | Meer afbeeldingen |
| Dienstwoning directeur Militair Ziekenhuis | Dienstwoning              | 1876                                                                 |                              | Karnemelksloot 22                                                  | 52° 0' 48" NB, 4° 43' 2" OL   | 517581 | Meer afbeeldingen |
| Toegangshek Militair Ziekenhuis | Erfscheiding              | 1876                                                                 |                              | IJssellaan bij 2/ Karnemelksloot 20                                | 52° 0' 47" NB, 4° 43' 1" OL   | 517582 | Meer afbeeldingen |
| Julianasluis: sluis | Waterkering en -doorlaat  | 1931-1932                                                            |                              | Rotterdamseweg                                                     | 52° 0' 6" NB, 4° 41' 37" OL   | 517584 | Meer afbeeldingen |
| Julianasluis: sluiskantoor annex garenskantoor | Bedieningsgebouw          | 1931-1932                                                            |                              | Rotterdamseweg                                                     | 52° 0' 6" NB, 4° 41' 36" OL   | 517585 | Meer afbeeldingen |
| Julianasluis: brugwachtershuisjes | Bedieningsgebouw          | 1931-1932                                                            |                              | Rotterdamseweg                                                     | 52° 0' 8" NB, 4° 41' 37" OL   | 517586 | Meer afbeeldingen |
| Julianasluis: brugbedieningsgebouwtjes | Bedieningsgebouw          | 1931-1932                                                            |                              | Rotterdamseweg                                                     | 52° 0' 7" NB, 4° 41' 38" OL   | 517587 | Meer afbeeldingen |
| Kaaspakhuis met kantoor | Opslag                    | 1919                                                                 | P.D. Stuurman                | Wachtelstraat 52A                                                  | 52° 0' 34" NB, 4° 42' 4" OL   | 517589 | Meer afbeeldingen |
| Kaaspakhuis De Producent | Opslag                    | 1919                                                                 | P.D. Stuurman                | Wachtelstraat 52                                                   | 52° 0' 34" NB, 4° 42' 4" OL   | 517590 | Meer afbeeldingen |
| Woonhuis in Eclectische stijl | Woonhuis                  | 1898                                                                 | H.J. Nederhorst              | Regentesseplantsoen 28                                             | 52° 0' 52" NB, 4° 42' 30" OL  | 517592 | Meer afbeeldingen |
| Woonhuis in Eclectische stijl | Woonhuis                  | 1898                                                                 | H.J. Nederhorst              | Regentesseplantsoen 30                                             | 52° 0' 53" NB, 4° 42' 31" OL  | 517593 | Woonhuis in Eclectische stijl |
| Van der Vormkapel | Kapel                     | 1934                                                                 | Willem Kromhout              | Achter de Kerk 1                                                   | 52° 0' 39" NB, 4° 42' 42" OL  | 517595 | Meer afbeeldingen |
| Willem Vroesentuin | Tuin, park en plantsoen   | 1555                                                                 |                              | Achter de Kerk bij 1                                               | 52° 0' 39" NB, 4° 42' 46" OL  | 517596 | Meer afbeeldingen |
| Hekwerk Willem Vroesentuin | Erfscheiding              | 1555                                                                 |                              | Achter de Kerk bij 1                                               | 52° 0' 39" NB, 4° 42' 46" OL  | 517597 | Meer afbeeldingen |
| Blekerssingel 55, 56 en 57 | Woonhuis                  | 1900                                                                 |                              | Blekerssingel 55                                                   | 52° 0' 52" NB, 4° 42' 47" OL  | 517599 | Meer afbeeldingen |
| Het Wapen van Amsterdam | Industrie                 | 1900                                                                 |                              | Blekerssingel 58                                                   | 52° 0' 51" NB, 4° 42' 48" OL  | 517600 | Meer afbeeldingen |
| Voormalige ambachtsschool | Onderwijs en wetenschap   | 1932                                                                 |                              | Graaf Florisweg 64                                                 | 52° 1' 4" NB, 4° 42' 55" OL   | 517602 | Meer afbeeldingen |
| Conciërgewoning voormalige ambachtsschool | Dienstwoning              | 1932                                                                 |                              | Graaf Florisweg 62                                                 | 52° 1' 5" NB, 4° 42' 53" OL   | 517603 | Conciërgewoning voormalige ambachtsschool |
| Ir. De Kock van Leeuwensluis | Waterkering en -doorlaat  | 1940-1942                                                            |                              | Nieuwe Gouwe O.Z. bij 1A                                           | 52° 0' 45" NB, 4° 42' 4" OL   | 517605 | Ir. De Kock van Leeuwensluis |
| Schotbalkenloods bij Ir. De Kock van Leeuwensluis Sluiswachtersonderkomen | Waterkering en -doorlaat  | 1940-1941                                                            |                              | Nieuwe Gouwe O.Z. bij 1A                                           | 52° 0' 45" NB, 4° 42' 4" OL   | 517606 | Meer afbeeldingen |
| Gebouw De Haven | Woonhuis                  | 1856-1860                                                            |                              | Oosthaven 31                                                       | 52° 0' 33" NB, 4° 42' 44" OL  | 517608 | Meer afbeeldingen |
| Metaheerhuis achter Oosthaven 31 | Gezondheidszorg           | 1899                                                                 |                              | Oosthaven bij 31                                                   | 52° 0' 33" NB, 4° 42' 44" OL  | 517609 | Meer afbeeldingen |
| Bedrijfsruimtes van de Plateelfabriek | Industrie                 | 1913                                                                 |                              | Raam 28                                                            | 52° 0' 36" NB, 4° 42' 18" OL  | 517611 | Meer afbeeldingen |
| Watertoren Plateelfabriek | Nutsbedrijf               | 1920-1923                                                            |                              | Plazuid 1                                                          | 52° 0' 36" NB, 4° 42' 18" OL  | 517612 | Meer afbeeldingen |
| Kleischuur Plateelfabriek | Industrie                 | 1900                                                                 |                              | Vest 2                                                             | 52° 0' 33" NB, 4° 42' 16" OL  | 517613 | Meer afbeeldingen |
| Sluizen bij gemaal Rijnland Mr. P.A. Pijnacker Hordijk | Gemaal                    | 1935-1936                                                            |                              | Schielands Hoge Zeedijk 71                                         | 51° 59' 53" NB, 4° 41' 44" OL | 517615 | Meer afbeeldingen |
| Mr. P.A. Pijnacker Hordijkgemaal | Waterkering en -doorlaat  | 1935-1936                                                            |                              | Schielands Hoge Zeedijk bij 71                                     | 51° 59' 55" NB, 4° 41' 45" OL | 517616 | Meer afbeeldingen |
| Huize Elisabeth | Woonhuis                  | 1920                                                                 | J. Duynstee                  | van Bergen IJzendoornpark 22                                       | 52° 0' 52" NB, 4° 42' 10" OL  | 517617 | Meer afbeeldingen |
| Woonhuis met hek in eclectische stijl | Woonhuis                  | 1916-1918                                                            |                              | van Beverninghlaan 36                                              | 52° 0' 52" NB, 4° 42' 12" OL  | 517618 | Woonhuis met hek in eclectische stijl |
| Grafkapel in neoromaanse stijl op de R.K. Begraafplaats | Begraafplaats en -onderdl | 1890                                                                 | C.P.W. Dessing               | Graaf Florisweg 126 a                                              | 52° 1' 3" NB, 4° 43' 9" OL    | 517619 | Meer afbeeldingen |
| Waaiersluis | Waterkering en -doorlaat  | 1856-1860                                                            |                              | Goejanverwelledijk 0                                               | 52° 0' 32" NB, 4° 43' 54" OL  | 517620 | Meer afbeeldingen |
| Woonhuis in eclectische stijl | Woonhuis                  | 1903                                                                 |                              | Lage Gouwe 166                                                     | 52° 0' 39" NB, 4° 42' 23" OL  | 517621 | Meer afbeeldingen |
| Bankgebouw voormalige Rotterdamsche Bank Oosthaven | Handel en kantoor         | 1921                                                                 | H.F. Mertens                 | Achter de Kerk 10b, Oosthaven 1, Oosthaven 2                       | 52° 0' 37" NB, 4° 42' 39" OL  | 517622 | Meer afbeeldingen |
| Woonhuis in een bouwstijl verwant aan de neo-hollandse-renaissancestijl | Woonhuis                  | 1886                                                                 |                              | Oosthaven 63                                                       | 52° 0' 28" NB, 4° 42' 49" OL  | 517623 | Woonhuis in een bouwstijl verwant aan de neo-hollandse-renaissancestijl                                                                                                |
| Woonhuis, drie traveeën brede woonhuis opgetrokken in rode baksteen op een hardstenen plint bestaat uit twee bouwlagen en kapverdieping | Woonhuis                  | 1904 (verbouwing)                                                    | E.T. den Hertog (verbouwing) | Oosthaven 67                                                       | 52° 0' 27" NB, 4° 42' 49" OL  | 517624 | Woonhuis, drie traveeën brede woonhuis opgetrokken in rode baksteen op een hardstenen plint bestaat uit twee bouwlagen en kapverdieping                                |
| Kerkgebouw vergadering van gelovigen | Kerk en kerkonderdeel     | 1897                                                                 |                              | Peperstraat 20                                                     | 52° 0' 34" NB, 4° 42' 37" OL  | 517625 | Kerkgebouw vergadering van gelovigen |
| Watertoren | Nutsbedrijf               | 1883                                                                 | Jan Schotel                  | Schielands Hoge Zeedijk 20                                         | 52° 0' 6" NB, 4° 42' 17" OL   | 517626 | Meer afbeeldingen |
| Kantoorgebouw Knox en Dortland, later architectenbureau Nederhorst | Handel en kantoor         | 1897                                                                 | H.J. Nederhorst              | Turfmarkt 12                                                       | 52° 0' 46" NB, 4° 42' 34" OL  | 517627 | Meer afbeeldingen |
| Voormalig Bankgebouw Knox en Dortland en Verzetsmuseum | Handel en kantoor         | 1937                                                                 | Dirk Stuurman                | Turfmarkt 30, 32                                                   | 52° 0' 45" NB, 4° 42' 32" OL  | 517628 | Meer afbeeldingen |
| Woonhuis in art-nouveaustijl dat behoorde bij de voormalige drukkerij en uitgeverij Koch & Knuttel. Van de voormalige drukkerij en uitgeverij zijn alleen nog twee woningen over, de nummers 104 en het pand ernaast 106 welke een gemeentelijk monument is. Opvallend voor dit art-nouveauhuis is het vele blank gelakte hout en de stalen balken die zichtbaar zijn gebleven en versierd zijn met rozetten. Bron: Informatiebord van de ANWB | Woonhuis                  | 1909                                                                 |                              | Turfmarkt 104                                                      | 52° 0' 42" NB, 4° 42' 25" OL  | 517629 | Meer afbeeldingen |
| Uiterste brug | Brug                      | 1879                                                                 |                              | Westhaven 0                                                        | 52° 0' 28" NB, 4° 42' 47" OL  | 517630 | Meer afbeeldingen |
| De Goudse praktijk | Onderwijs en wetenschap   | 1930                                                                 | H. de Meer                   | Elizabeth Wolffstraat 1                                            | 52° 0' 58" NB, 4° 42' 56" OL  | 517631 | Meer afbeeldingen |
| Woonhuis in Eclectische stijl (achterzijde van Arti Legi en onderdeel van het dit complex) | Woonhuis                  | 1853                                                                 | W.C. van Goor                | Zeugstraat 11                                                      | 52° 0' 44" NB, 4° 42' 42" OL  | 517632 | Meer afbeeldingen |
| 't Vergulde Lam | Winkel                    | 1725/1881                                                            |                              | Lage Gouwe 14                                                      | 52° 0' 37" NB, 4° 42' 35" OL  | 517633 | Meer afbeeldingen |
| Zaal in art-decostijl in Café Central | Horeca                    | 1923                                                                 | Pieter den Besten            | Markt 22, 23                                                       | 52° 0' 43" NB, 4° 42' 42" OL  | 517634 | Meer afbeeldingen |
| Boerderij van het kop-romptype (dwarsdeel) gebouwd in traditioneel-ambachtelijke stijl met een woonhuis in eclectische stijl | Boerderij                 | ca. 1850                                                             |                              | Provincialeweg 38                                                  | 52° 0' 20" NB, 4° 39' 47" OL  | 517635 | Meer afbeeldingen |
| Asschuur (tegenwoordig jongerensociëteit So What!) | Opslag                    | 1844                                                                 | A. Oudijk                    | Vest 30                                                            | 52° 0' 29" NB, 4° 42' 24" OL  | 517636 | Asschuur (tegenwoordig jongerensociëteit So What!) |
| Mallemolen | Industrie- en poldermolen | 1804                                                                 |                              | 1e Moordrechtse Tiendeweg 3                                        | 52° 0' 34" NB, 4° 41' 28" OL  | 527660 | Meer afbeeldingen |
| vml Cellebroedersklooster: koetshuis | Bijgebouwen kastelen enz. | 1899                                                                 |                              | Groeneweg 31                                                       | 52° 0' 38" NB, 4° 42' 50" OL  | 520806 | Meer afbeeldingen |